# Alsfeld

Der Marktplatz

Alsfeld (Ausspracheⓘ) ist eine Stadt im mittelhessischen Vogelsbergkreis.
Alsfeld erhielt bereits vor 800 Jahren Stadtrecht. Durch seine zentrale Lage an einer Handelsstraße war Alsfeld vom Mittelalter bis in die Frühe Neuzeit ein bedeutender Handelsplatz. Der durch die Verheerungen des Dreißigjährigen Krieges und die Verlagerung der Handelsrouten verursachte wirtschaftliche Bedeutungsverlust trug zur weitgehenden Erhaltung des Stadtbildes mit seinen über 400 Baudenkmälern bei und machte Alsfeld letztlich zu einem Ziel des Kulturtourismus.

## Geografie

### Lage

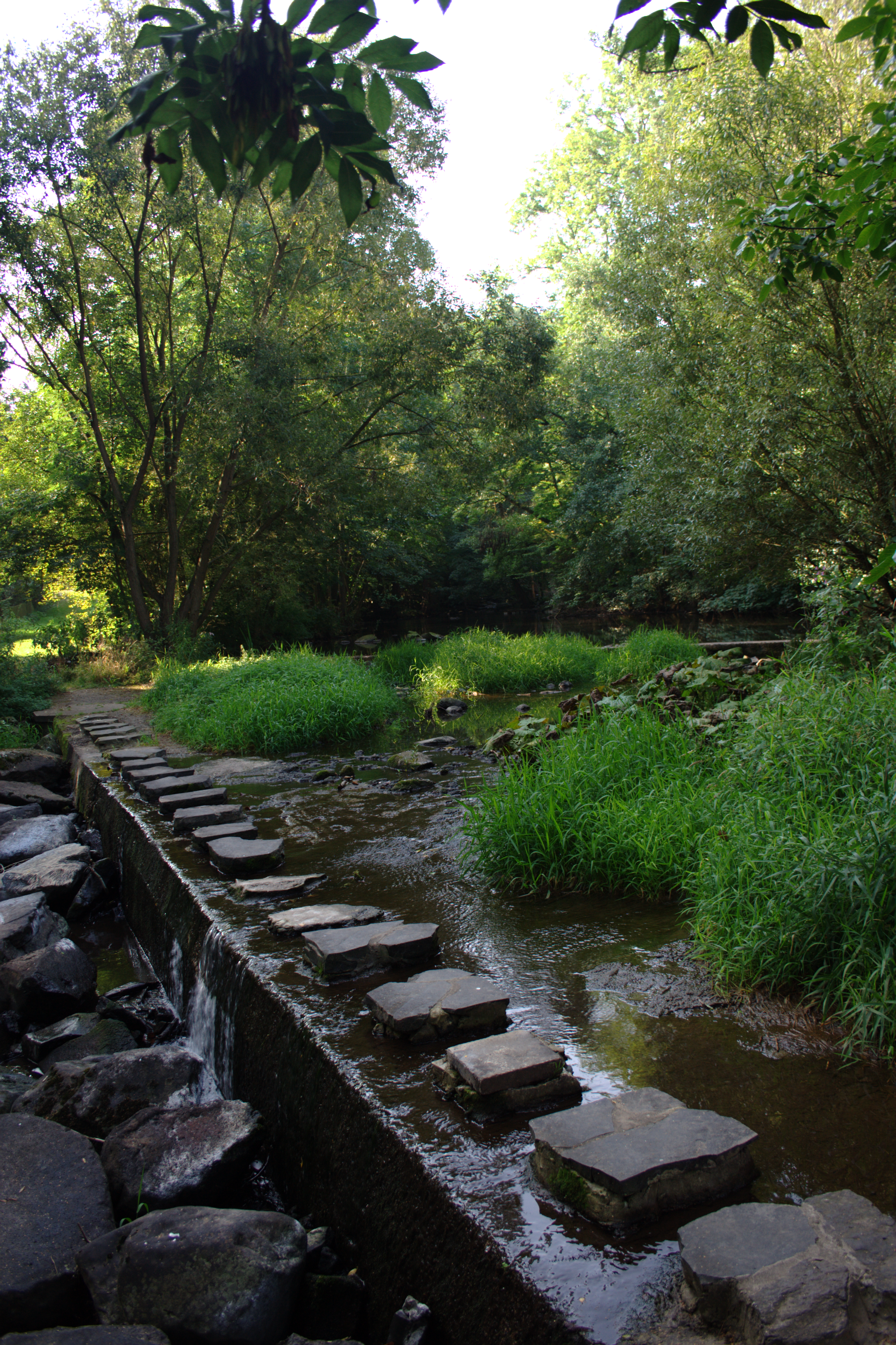
Wehr mit Trittsteinbrücke über die Schwalm

Alsfeld liegt im Nordteil des Vogelsbergkreises am Südwestrand des Knüllgebirges, am Westhang des Alsfelder Beckens. Die Stadt befindet sich westlich der Mündung der Eifa in den Oberlauf der Schwalm. Eingebettet ist der staatlich anerkannte Erholungsort in die Landschaft des Vogelsbergs.
Die Stadt ist Teil der Metropolregion Rhein-Main. Größere Städte in der Nähe sind Bad Hersfeld, etwa 39 km im Osten, Fulda, ungefähr 44 km im Südosten, Gießen, zirka 52 km im Westen und Marburg, etwa 43 km im Nordwesten gelegen. Frankfurt am Main liegt rund 100 km südlich.

### Nachbargemeinden
Alsfeld grenzt im Norden an die Gemeinden Willingshausen, Schrecksbach und Ottrau (alle Schwalm-Eder-Kreis), im Osten an die Gemeinde Breitenbach (Landkreis Hersfeld-Rotenburg) und Grebenau (Vogelsbergkreis), im Süden an die Gemeinden Schwalmtal und die Stadt Romrod sowie im Westen an die Stadt Kirtorf und die Gemeinde Antrifttal, alle ebenfalls zum Vogelsbergkreis gehörend.

### Stadtgliederung
Neben der Kernstadt (10.681 Einwohner) gibt es die Stadtteile Altenburg (1453), Angenrod (608), Berfa (703), Billertshausen (258), Eifa (837), Elbenrod (451), Eudorf (551), Fischbach (95), Hattendorf (612), Heidelbach (385), Leusel (816), Liederbach (555), Lingelbach (712), Münch-Leusel (78), Reibertenrod (375) und Schwabenrod (378).

## Etymologie des Namens

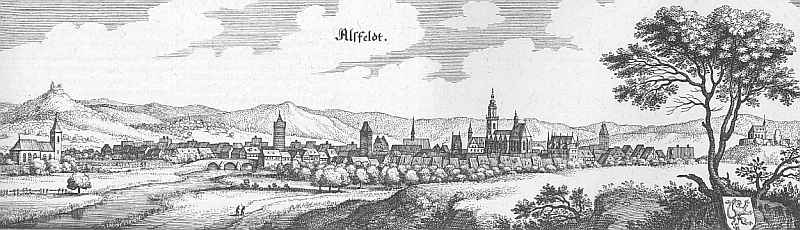
Alsfeld – Auszug aus der Topographia Hassiae von Matthäus Merian 1655

Zur Herkunft des Stadtnamens gibt es einige Legenden. So soll um das Jahr 1200 der Landgraf von Hessen/Thüringen einen Ausritt über den Vogelsberg gemacht haben. Auf dem Homberg (einem Hügel nahe Alsfeld) angekommen, blies dort ein starker Wind. So sagte dieser: „Als fällt mir der Hut vom Kopp.“ („Als“: oberhessisch für „immerfort“.) Aus „als fällt“ wurde dann Alsfeld. – Der Name dürfte aber wohl eher auf den alten deutschen Personennamen „Adalo“ (Kurzform von Namen wie Adalolf = Adolf, Adalbero oder Adalwin) zurückzuführen sein. 1076 wird der Ort Adelesfelt genannt. Weitere historisch dokumentierte Erwähnungen des Ortsnamens sind: Adelsfelt (1222), Alesvelt (1232), Ailesuelt (1233), Agilsvelt (1249), Alsfelt (1250), Allysfelt (1302), Elsfeldia (1303) und Alsfeltd, Alsfeldia (1319).
Seit 1975 trägt die Stadt den Titel „Europäische Modellstadt“, dieser wurde im europäischen Denkmalschutzjahr verliehen.

## Geschichte
Die älteste bekannte schriftliche Erwähnung von Alsfeld erfolgte unter dem Namen Adelesfelt im Jahr 1069. Das Historische Ortslexikon für Hessen hingegen gibt an, dass die erste Erwähnung (unter dem Namen Adelsfelt), bei der gewiss ist, dass Alsfeld gemeint ist, im Jahr 1222 erfolgte.

### Entstehung spätestens im 9./10. Jahrhundert, Aufstieg zur Stadt (Anfang 13. Jahrhundert)
Ausgrabungen in der Walpurgiskirche ergaben, dass sich an dieser Stelle schon im 9. bzw. 10. Jahrhundert eine romanische Kirche befunden hatte. Somit entstand der Ort vermutlich in der Zeit der Karolinger.
Zwischen 1180 und 1190 bauten die Landgrafen von Thüringen hier an der historischen Handelsstraße der Kurzen Hessen eine Burg. Diese Lage begünstigte die Entwicklung von Alsfeld, so dass Alsfeld ab 1222 als Stadt bezeugt ist. Seit 1247 gehörte Alsfeld zur Landgrafschaft Hessen. Im Jahre 1254 trat die Stadt dem Rheinischen Städtebund bei.
Im 13. Jahrhundert erlebte Alsfeld seine erste Blüte. Die Stadt ernannte einen Bürgermeister. Mit wachsendem Wohlstand in der zweiten Hälfte setzte eine rege Bautätigkeit ein; u. a. entstanden in dieser Zeit die Walpurgiskirche, ein Kloster, eine Lateinschule und zahlreiche Burgmannenhäuser, eine Synagoge ist für das Jahr 1359 belegt. 1350 wurde die Liederbach durch die Stadt geleitet. Mit dem Bau des Schlosses 1395 wurde Alsfeld Residenzstadt.

### Reformation, Übergang an Hessen-Marburg (1567), Niedergang durch den Dreißigjährigen Krieg

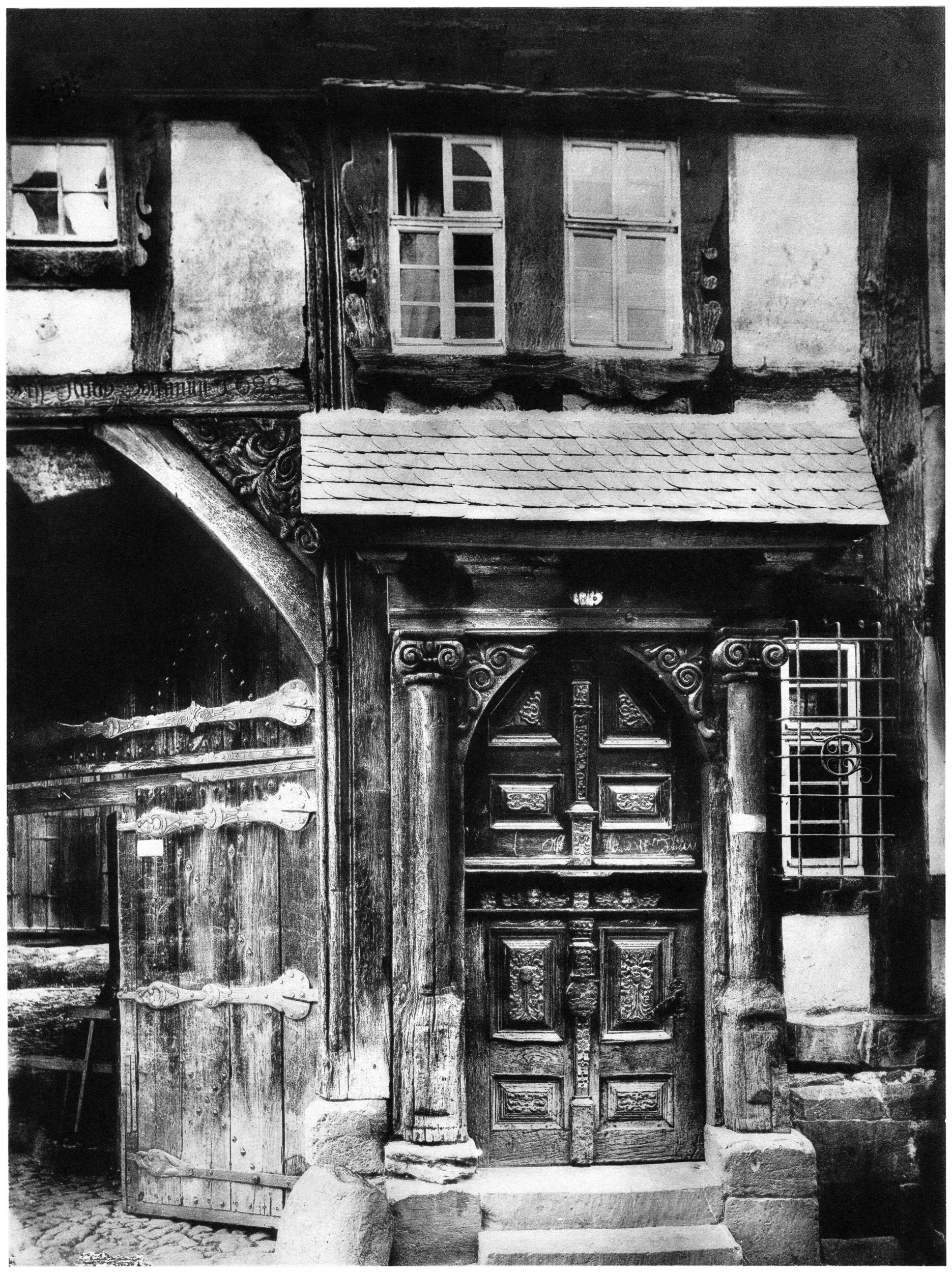
Renaissance-Haustür am Neurathhaus (fotografiert 1874 oder 1884 von Ludwig Bickell)

Die Blütezeit setzte sich in die Neuzeit fort: Am Marktplatz errichtete die Stadt 1511 das Rathaus, 1538 das Weinhaus und 1564 das Hochzeitshaus. Die Stadt gehörte zu den 30 bis 35 größten des Heiligen Römischen Reichs. Um dringend benötigten Platz für mehr Wohnhäuser zu schaffen, wurde 1553 der Stadtgraben verfüllt. Händler, Kaufleute, Handwerker, Intellektuelle und Geistliche lebten in Alsfeld und förderten ein eher weltoffenes und humanistisches Klima.
Früh schloss sich Alsfeld der Reformation an. Auf der Hin- und Rückreise nach Worms hatte Martin Luther hier Quartier genommen. Der Augustinermönch Tilemann Schnabel, ein Freund Luthers, nahm 1522 seine Tätigkeit im Sinne der neuen Lehre in Alsfeld auf. Doch dies zog zunächst noch keinen Beschluss des Stadtrates nach sich, sich der Reformation anzuschließen. Alsfeld war demzufolge nicht die erste hessische Stadt, die lutherisch wurde, wie es in älteren Darstellungen heißt (und daran anschließend gelegentlich noch immer kolportiert wird). Mit einer Predigt von der Stadtmauer herab zog sich Tilemann Schnabel die Ungnade des Landgrafen zu, musste die Stadt verlassen und konnte nach dem Votum der Bürgerschaft 1525 wieder zurückkehren. Mit dem darauf folgenden Übergang der Stadt zur Reformation endete auch die Tradition des Alsfelder Passionsspiels, das auf dem Marktplatz aufgeführt wurde.
Ab 1567 gehörte Alsfeld zu Hessen-Marburg und ab 1604 zur Landgrafschaft Hessen-Darmstadt. Nicht zuletzt auch wegen der Lage an Handelsstraßen war die Stadt bis 1628 auf 428 Bürger angewachsen, was ca. 2.000 Einwohnern entsprach.
Der Dreißigjährige Krieg richtete große Schäden an. Die Stadt wurde von verschiedenen Heeren heimgesucht, darunter 1622 von Christian von Braunschweig-Wolfenbüttel und 1640 von Johan Banér. Im Hessenkrieg von 1645 bis 1648 lag Alsfeld an der Grenze der beiden Konfliktparteien Hessen-Darmstadt und Hessen-Kassel. Die Stadt wurde immer wieder gezwungen, die Heere zu versorgen, wurde aber auch geplündert.
Nach 20 Jahren Krieg hatte Alsfeld fast die Hälfte seiner Einwohner verloren und seine Bedeutung als Handelsstadt eingebüßt. Statt Handwerk und Produktion (etwa von Tuch) dominierte fortan die Landwirtschaft. In Alsfeld lebende Juden betätigten sich im Viehhandel und im Getreidegeschäft.

### 19. Jahrhundert: abseits der Industrialisierung
Im Großherzogtum Hessen bestand von 1821 bis 1832 der Landratsbezirk Alsfeld. Von 1832 bis 1972 (mit einer kurzen Unterbrechung nach der Märzrevolution, siehe Regierungsbezirk Alsfeld) war Alsfeld Sitz des gleichnamigen Landkreises.
Der Niedergang nach dem Dreißigjährigen Krieg setzte sich bis ins 19. Jahrhundert fort. 1817 kam es gar zu einer Hungersnot und Auswanderungswelle nach Amerika. Gleichzeitig bildeten sich im Nachwirken der Französischen Revolution revolutionäre Tendenzen, so dass Alsfeld ein wichtiger Ort der Deutsche Revolution 1848/1849 wurde. Deren Scheitern führte zu einer zweiten Auswanderungswelle. 1861 eröffnete die heutige Albert-Schweitzer-Schule als erstes Gymnasium der Region.
Der Vogelsberg wurde beim Eisenbahnbau umfahren, 1870 erhielt Alsfeld schließlich einen Bahnanschluss, und zwar nicht an einer wichtigen Nord-Süd-Trasse, sondern mit der weitaus unbedeutenderen Linie der „Oberhessischen Eisenbahn“ (heute: Vogelsbergbahn).
Dies hemmte die Industrialisierung, begünstigte jedoch die Erhaltung des Ortsbildes. Während überall in Deutschland der Abriss jahrhundertealte Gebäude zugunsten historistischer Neubauten in der Gründerzeit eine Selbstverständlichkeit darstellt, führte dies in Alsfeld zu heftiger Kritik. Am 8. August 1900 wurde das „Ortsbau-Statut“ erlassen, das fortan den Umgang mit Bauten und die Errichtung von Neubauten regelte, und 1902 um das Denkmalschutzgesetz ergänzt wurde. 1897 wurde ein örtlicher Geschichts- und Museumsverein gegründet, 1905 das Stadtarchiv angelegt.

### Nachholende Entwicklung, Denkmalschutz

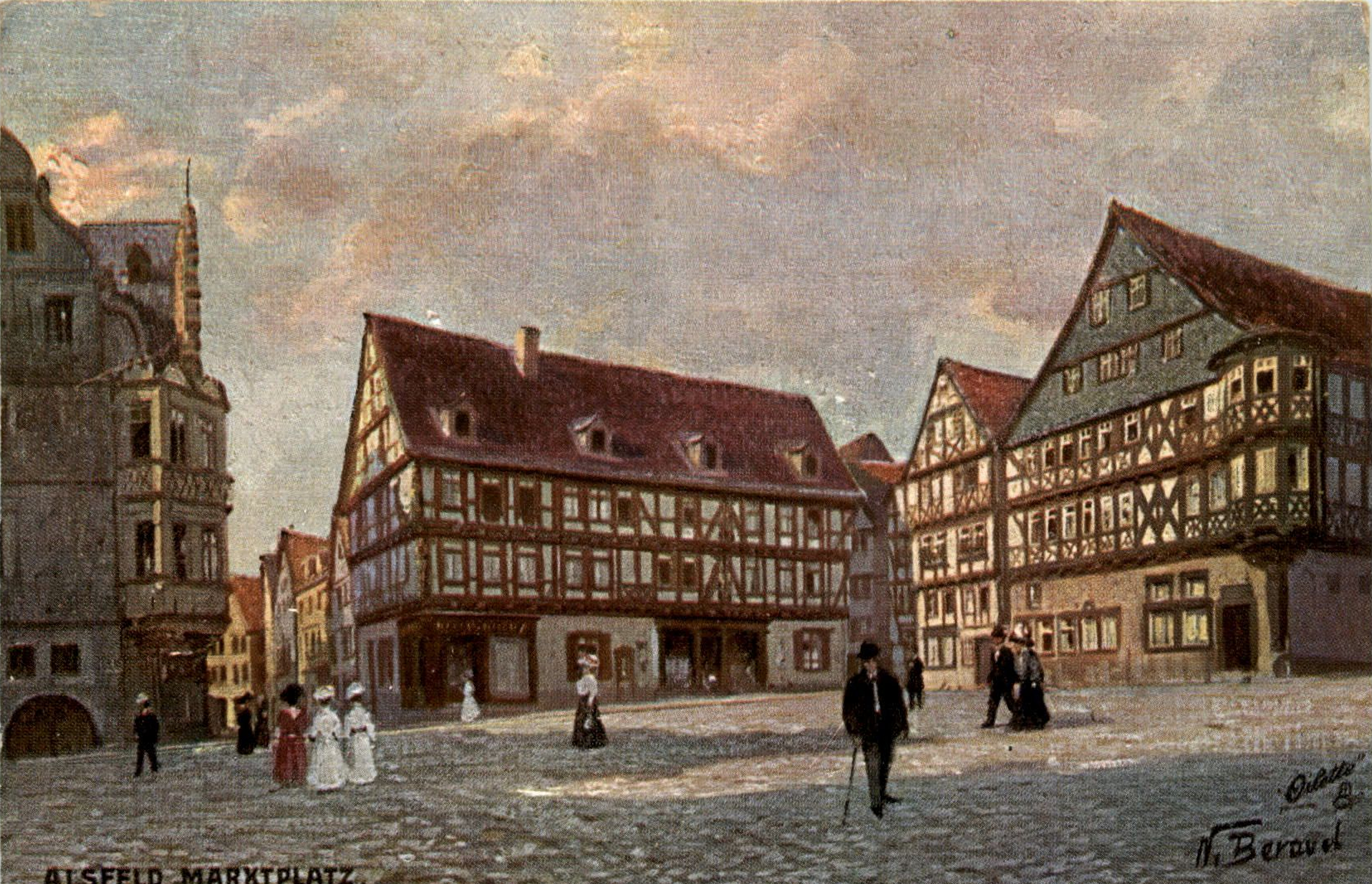
Künstlerische Postkarte des Markts um 1910, sichtbar das freigelegte Fachwerk am Stumpf-Haus. Rechts davon mit dem Erker: Das Bücking-Haus

Anfang des 20. Jahrhunderts setzt ein nachholende Entwicklung im Bauwesen ein: 1901 die neue Turnhalle, 1902 die Gewerbeschule, 1904 das Kornhaus und die Brauerei, 1904–05 die neue Synagoge, 1907 das Schlachthaus, 1908 das Krankenhaus, 1909 die Oberrealschule, 1911 die Stadtschule, 1915 bekam der Bahnhof ein neues Empfangsgebäude. Es folgten u. a. das Schwimmbad 1927, das neue Postamt am Ludwigsplatz 1929 und die Kläranlage 1931.
Aufgrund des historischen Bewusstseins wurden Fachwerkhäuser saniert und Fachwerk freigelegt, ebenso der Putz am Weinhaus entfernt (eine Rekonstruktion der alten Fenster wie vom Denkmalschutz gewünscht blieb aus). Bedeutende Unternehmen waren Anfang des 20. Jahrhunderts die Hutfabrik Rockel und die Brauerei Alsfeld, weiterhin spielten holzverarbeitende Betriebe und die altdeutsche Weberei Stein & Mull eine wichtige Rolle.

### Frühe Erfolge der Nationalsozialisten, Kriegsvorbereitungen, Vernichtung der jüdischen Gemeinde

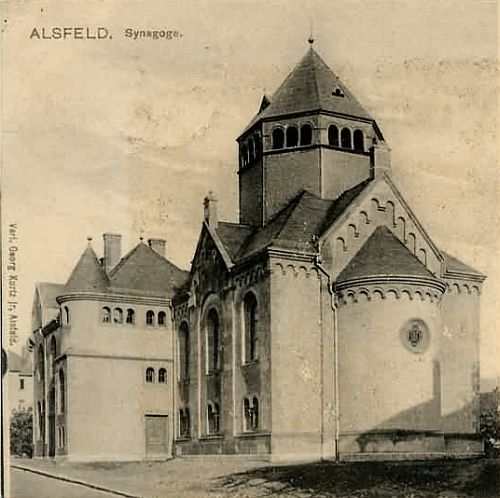
Die 1905 gebaute jüdische Synagoge auf einer Postkarte

Die NSDAP erzielte in Alsfeld bereits 1930 überraschende Erfolge. So erhielt sie bei der Reichstagswahl 1930 bereits 33,5 %, in der Wahl von 1932 gar ein „Rekordergebnis“ von 66,3 %.
Die Herrschaft dieser Partei führte zur Zerstörung der Synagoge, schließlich zur Vertreibung und Ermordung der Juden. Nach der „Reichskristallnacht“ bargen Bürger rituelle Gegenstände der Synagoge in der Lutherstraße 1 und versteckten diese im Museum. Darunter befand sich bis 1953 eine Torarolle, die die nach Haifa geflohenen Gemeindemitglieder abholten. Die seit dem 14. Jahrhundert bestehende jüdische Gemeinde war zunächst sehr klein, und es ist nicht klar, ob ohne Unterbrechung Juden in Alsfeld lebten. 1910 waren 5 % der Bevölkerung jüdisch, was 252 Menschen entsprach, bei insgesamt rund 5000 Einwohnern. 8 der 25 jüdischen Teilnehmer am Ersten Weltkrieg kehrten nicht lebend zurück. Die Familie Wallach gehörte zu den vier vermögendsten Familien der Stadt, Leopold Wallach betrieb die Produktion von Tuchen, Bier und Ziegeln, dazu ein Sägewerk. 1933 waren noch 220 Juden in der Stadt ansässig, viele führten kleine Geschäfte für Bekleidung, Spirituosen, Haushaltswaren oder waren im Viehhandel tätig, andere produzierten Kleider, Max Rothschild war der einzige jüdische Arzt der Stadt. Viele der Geschäfte in der Untergasse wurden „arisiert“. Doch nahm die Drangsalierung solche Formen an, dass 1939 nur noch 33 Juden in der Stadt verblieben, 1940 waren es nur noch vier. Adolf Steinberger, der Vorsteher der Gemeinde, überzeugte viele der Juden zur Auswanderung nach Haifa, der Lehrer hatte schon 1933 dazu aufgerufen. Viele der in größere Städte Geflohenen wurden 1942 deportiert, rund 100 von ihnen ermordet. Die Gemeinde wurde vernichtet, ebenso wie die Jüdische Gemeinde Angenrod. Zum Gedenken an diejenigen Opfer des Nationalsozialismus, die in Alsfeld wohnten, verlegte Gunter Demnig am 24. Oktober 2009 die ersten 16 Stolpersteine. Je 13 weitere Stolpersteine folgten am 7. September 2010 und am 28. September des Folgejahres (vgl. Liste der Stolpersteine in Alsfeld).
1938 wurde die Autobahn in einem Bogen um die Kernstadt geführt, mit den beiden Ausfahrten Alsfeld West und Alsfeld Ost. Dies entsprach touristischen, aber auch kriegsplanerischen Vorstellungen jener Zeit.

### Weitgehende Verschonung im Zweiten Weltkrieg, Modellstadt (1975)
Vom Zweiten Weltkrieg blieb Alsfeld weitestgehend verschont, allerdings wurde die Stadt am 22. Februar 1945 von einem Bombenangriff heimgesucht. Eigentliches Ziel war der strategisch wichtige Bahnhof. Aufgrund einer Verwechselung wurden statt der Bahnanlagen jedoch Privathäuser am Schützenrain getroffen, die später abgerissen werden mussten.
Die Pionierleistungen im Denkmalschutz fanden nach 1945 ihre Fortsetzung. Zwischen 1947 und 1974 wurden 57 Fachwerkhäuser freigelegt und 65 saniert. 1963 beschlossen die Stadtverordneten eine neue Ortssatzung. Darin heißt es: Der historische Stadtkern der Kreisstadt Alsfeld ist ein vortreffliches Denkmal der Baukunst des Mittelalters und der Renaissance, das ein glückliches Geschick bis in unsere Zeit überliefert hat. Die Erhaltung und Pflege des alten Stadtbildes ist daher eine besondere Verpflichtung der städtischen Körperschaften.
Wenngleich über 400 historische Gebäude alleine in der Altstadt erhalten sind, wurde das Scheunenviertel abgerissen, da man keinen Bedarf in der Erhaltung der Scheunen sah, und Parkplätze schaffen wollte. 1975 wurde Alsfeld neben Trier, Xanten, Rothenburg ob der Tauber und Berlin durch den Europarat zur „Europäischen Modellstadt“ erklärt. Als erstes Landesfest überhaupt, wurde 1961 der 1. Hessentag in Alsfeld gefeiert, ebenso der 25. Hessentag im Jahr 1985. Frühere Ortsstatuten und bewusste Denkmalpflege seit mehr als 100 Jahren sicherten den Altstadtbestand. Im Jahre 1990 wurde Alsfeld folgerichtig mit dem Denkmalschutzpreis ausgezeichnet.

### Eingemeindungen und hessische Gebietsreform
Altenburg gehört bereits seit dem 1. Dezember 1969 zu Alsfeld. Am 31. Dezember 1971 wurden, im Zuge der Gebietsreform in Hessen, die bis dahin eigenständigen Gemeinden Billertshausen, Münch-Leusel, Schwabenrod, Angenrod, Eifa, Elbenrod, Eudorf, Fischbach, Heidelbach, Leusel und Reibertenrod auf freiwilliger Basis eingegliedert. Berfa und Hattendorf, Liederbach, Lingelbach kamen kraft Landesgesetz am 1. August 1972 hinzu. Für alle Stadtteil von Alsfeld wurden Ortsbezirke mit Ortsbeirat und Ortsvorsteher nach der Hessischen Gemeindeordnung eingerichtet.
1972 wurde der Landkreis Alsfeld mit dem Landkreis Lauterbach und Teilen des Landkreises Schotten zum Vogelsbergkreis zusammengelegt. Entgegen dem Beschluss des neuen Kreistages für Alsfeld entschied der hessische Innenminister stattdessen, Lauterbach zur Kreisstadt zu machen. Wegen der Proteste im Alsfelder Raum teilte zum Beispiel die Kraftfahrzeug-Zulassungsstelle Alsfeld von 1972 bis 1978 nicht das ursprünglich vorgesehene Kennzeichen LAT (Lauterbach), sondern weiterhin Nummernschilder mit dem Kürzel ALS zu, bis 1978 VB als Autokennzeichen des Vogelsbergkreises festgelegt wurde.
Begleitet von einem entsprechenden Kulturprogramm feierte Alsfeld im Jahr 2022 sein 800-jähriges Jubiläum der Gewährung der Stadtrechte.

## Bevölkerung

### Einwohnerstruktur 2011
Nach den Erhebungen des Zensus 2011 lebten am Stichtag, dem 9. Mai 2011, in Alsfeld 16.382 Einwohner. Darunter waren 857 (5,2 %) Ausländer, von denen 233 aus dem EU-Ausland, 400 aus anderen europäischen Ländern und 224 aus anderen Staaten kamen. Von den deutschen Einwohnern hatten 11,8 % einen Migrationshintergrund. Bis zum Jahr 2020 erhöhte sich die Ausländerquote auf 11,8 %.
Nach dem Lebensalter waren 2544 Einwohner unter 18 Jahren, 6402 zwischen 18 und 49, 3561 zwischen 50 und 64 und 3876 Einwohner waren älter. Die Einwohner lebten in 7378 Haushalten. Davon waren 2576 Singlehaushalte, 2074 Paare ohne Kinder und 1898 Paare mit Kindern, sowie 672 Alleinerziehende und 258 Wohngemeinschaften. In 1767 Haushalten lebten ausschließlich Senioren und in 4755 Haushaltungen lebten keine Senioren.
Die Beliebtheit der Kernstadt (Altstadt) nimmt zu: So stieg die Bevölkerung von 2020 auf 2022 um 263 Personen. Einige Ortsteile der flächenmäßig großen Stadt verzeichnen jedoch immer noch einen Rückgang und kompensieren teilweise den allgemeinen Anstieg der Einwohner Alsfelds.

### Einwohnerentwicklung
| • 1791: | 2836 Einwohner                                |
| • 1800: | 2836 Einwohner                                |
| • 1806: | 3006 Einwohner, 499 Häuser (mit Reibertenrod) |
| • 1829: | 3684 Einwohner, 502 Häuser                    |
| • 1867: | 3537 Einwohner, 519 Häuser                    |

| Alsfeld: Einwohnerzahlen von 1791 bis 2023 | Alsfeld: Einwohnerzahlen von 1791 bis 2023 | Alsfeld: Einwohnerzahlen von 1791 bis 2023 | Alsfeld: Einwohnerzahlen von 1791 bis 2023 | Alsfeld: Einwohnerzahlen von 1791 bis 2023 |
| --- | ------------------------------------------ | ------------------------------------------ | ------------------------------------------ | ------------------------------------------ |
| Jahr |                                            |                                            |                                            | Einwohner                                  |
| 1791 | 1791                                       |                                            | 2.836                                      | 2.836                                      |
| 1800 | 1800                                       |                                            | 2.836                                      | 2.836                                      |
| 1806 | 1806                                       |                                            | 3.006                                      | 3.006                                      |
| 1829 | 1829                                       |                                            | 3.684                                      | 3.684                                      |
| 1834 | 1834                                       |                                            | 3.775                                      | 3.775                                      |
| 1840 | 1840                                       |                                            | 4.257                                      | 4.257                                      |
| 1846 | 1846                                       |                                            | 4.214                                      | 4.214                                      |
| 1852 | 1852                                       |                                            | 4.228                                      | 4.228                                      |
| 1858 | 1858                                       |                                            | 4.149                                      | 4.149                                      |
| 1864 | 1864                                       |                                            | 3.633                                      | 3.633                                      |
| 1871 | 1871                                       |                                            | 3.612                                      | 3.612                                      |
| 1875 | 1875                                       |                                            | 3.730                                      | 3.730                                      |
| 1885 | 1885                                       |                                            | 3.984                                      | 3.984                                      |
| 1895 | 1895                                       |                                            | 4.290                                      | 4.290                                      |
| 1905 | 1905                                       |                                            | 4.613                                      | 4.613                                      |
| 1910 | 1910                                       |                                            | 5.001                                      | 5.001                                      |
| 1925 | 1925                                       |                                            | 5.058                                      | 5.058                                      |
| 1939 | 1939                                       |                                            | 6.026                                      | 6.026                                      |
| 1946 | 1946                                       |                                            | 8.191                                      | 8.191                                      |
| 1950 | 1950                                       |                                            | 8.928                                      | 8.928                                      |
| 1956 | 1956                                       |                                            | 9.164                                      | 9.164                                      |
| 1961 | 1961                                       |                                            | 9.940                                      | 9.940                                      |
| 1967 | 1967                                       |                                            | 10.437                                     | 10.437                                     |
| 1970 | 1970                                       |                                            | 10.941                                     | 10.941                                     |
| 1972 | 1972                                       |                                            | 17.735                                     | 17.735                                     |
| 1975 | 1975                                       |                                            | 18.091                                     | 18.091                                     |
| 1980 | 1980                                       |                                            | 17.906                                     | 17.906                                     |
| 1985 | 1985                                       |                                            | 16.931                                     | 16.931                                     |
| 1990 | 1990                                       |                                            | 17.353                                     | 17.353                                     |
| 1995 | 1995                                       |                                            | 17.721                                     | 17.721                                     |
| 2000 | 2000                                       |                                            | 18.060                                     | 18.060                                     |
| 2005 | 2005                                       |                                            | 17.467                                     | 17.467                                     |
| 2010 | 2010                                       |                                            | 16.351                                     | 16.351                                     |
| 2011 | 2011                                       |                                            | 16.382                                     | 16.382                                     |
| 2015 | 2015                                       |                                            | 16.142                                     | 16.142                                     |
| 2020 | 2020                                       |                                            | 15.941                                     | 15.941                                     |
| 2022 | 2022                                       |                                            | 16.177                                     | 16.177                                     |
| 2023 | 2023                                       |                                            | 16.194                                     | 16.194                                     |
| Datenquelle: Historisches Gemeindeverzeichnis für Hessen: Die Bevölkerung der Gemeinden 1834 bis 1967. Wiesbaden: Hessisches Statistisches Landesamt, 1968. Weitere Quellen: LAGIS 1972:; ab 1975:; Zensus 2011 Ab 1972 einschließlich der im Zuge der Gebietsreform in Hessen eingegliederten Orte. |                                            |                                            |                                            |                                            |

### Historische Religionszugehörigkeit
| • 1829: | 3597 evangelische (= 97,64 %), 61 jüdische (= 1,66 %) und 26 katholische (= 0,70 %) Einwohner                                                         |
| • 1961: | 7486 evangelische (= 75,31 %) und 2075 (= 20,88 %) katholische Einwohner                                                                              |
| • 1987: | 12494 evangelische (= 76,43 %), 2418 katholische (= 14,79 %), 1434 sonstige (= 8,77 %) Einwohner                                                      |
| • 2011: | 11280 evangelische (= 69,4 %), 2420 katholische (= 14,9 %), 220 orthodoxe (= 1,4 %), 360 andersgläubige (= 2,2 %), 1890 sonstige (= 11,6 %) Einwohner |

## Politik

### Stadtverordnetenversammlung
Die Kommunalwahl am 14. März 2021 lieferte folgendes Ergebnis, in Vergleich gesetzt zu früheren Kommunalwahlen:
| Sitzverteilung in der Stadtverordnetenversammlung 2021Insgesamt 37 Sitze - SPD: 9 - ALA: 4 - CDU: 19 - UWA: 5 | Parteien und Wählergemeinschaften | Parteien und Wählergemeinschaften           | % 2021 | Sitze 2021 | % 2016 | Sitze 2016 | % 2011 | Sitze 2011 | % 2006 | Sitze 2006 | % 2001 | Sitze 2001 |
| Sitzverteilung in der Stadtverordnetenversammlung 2021Insgesamt 37 Sitze - SPD: 9 - ALA: 4 - CDU: 19 - UWA: 5 | SPD                               | Sozialdemokratische Partei Deutschlands     | 25,5   | 9          | 31,9   | 12         | 41,5   | 15         | 42,6   | 16         | 41,6   | 15         |
| Sitzverteilung in der Stadtverordnetenversammlung 2021Insgesamt 37 Sitze - SPD: 9 - ALA: 4 - CDU: 19 - UWA: 5 | CDU                               | Christlich Demokratische Union Deutschlands | 52,3   | 19         | 47,9   | 18         | 35,9   | 13         | 39,5   | 15         | 33,9   | 13         |
| Sitzverteilung in der Stadtverordnetenversammlung 2021Insgesamt 37 Sitze - SPD: 9 - ALA: 4 - CDU: 19 - UWA: 5 | UWA                               | Unabhängige Wählergemeinschaft Alsfeld      | 12,6   | 5          | 12,0   | 4          | 10,0   | 4          | 8,9    | 3          | 14,9   | 5          |
| Sitzverteilung in der Stadtverordnetenversammlung 2021Insgesamt 37 Sitze - SPD: 9 - ALA: 4 - CDU: 19 - UWA: 5 | ALA                               | Alternative Liste Alsfeld                   | 9,6    | 4          | 8,2    | 3          | 9,5    | 4          | 5,6    | 2          | —      | —          |
| Sitzverteilung in der Stadtverordnetenversammlung 2021Insgesamt 37 Sitze - SPD: 9 - ALA: 4 - CDU: 19 - UWA: 5 | FDP                               | Freie Demokratische Partei                  | —      | —          | —      | —          | 3,1    | 1          | 3,4    | 1          | 2,0    | 1          |
| Sitzverteilung in der Stadtverordnetenversammlung 2021Insgesamt 37 Sitze - SPD: 9 - ALA: 4 - CDU: 19 - UWA: 5 | GRÜNE                             | Bündnis 90/Die Grünen                       | —      | —          | —      | —          | —      | —          | 7,6    | 3          |        |            |
| Sitzverteilung in der Stadtverordnetenversammlung 2021Insgesamt 37 Sitze - SPD: 9 - ALA: 4 - CDU: 19 - UWA: 5 | Gesamt                            | Gesamt                                      | 100    | 37         | 100    | 37         | 100    | 37         | 100    | 37         | 100    | 37         |
| Sitzverteilung in der Stadtverordnetenversammlung 2021Insgesamt 37 Sitze - SPD: 9 - ALA: 4 - CDU: 19 - UWA: 5 | Wahlbeteiligung                   | Wahlbeteiligung                             | 51,0 % | 51,0 %     | 51,7 % | 51,7 %     | 48,5 % | 48,5 %     | 49,8 % | 49,8 %     | 55,5 % | 55,5 %     |

### Bürgermeister

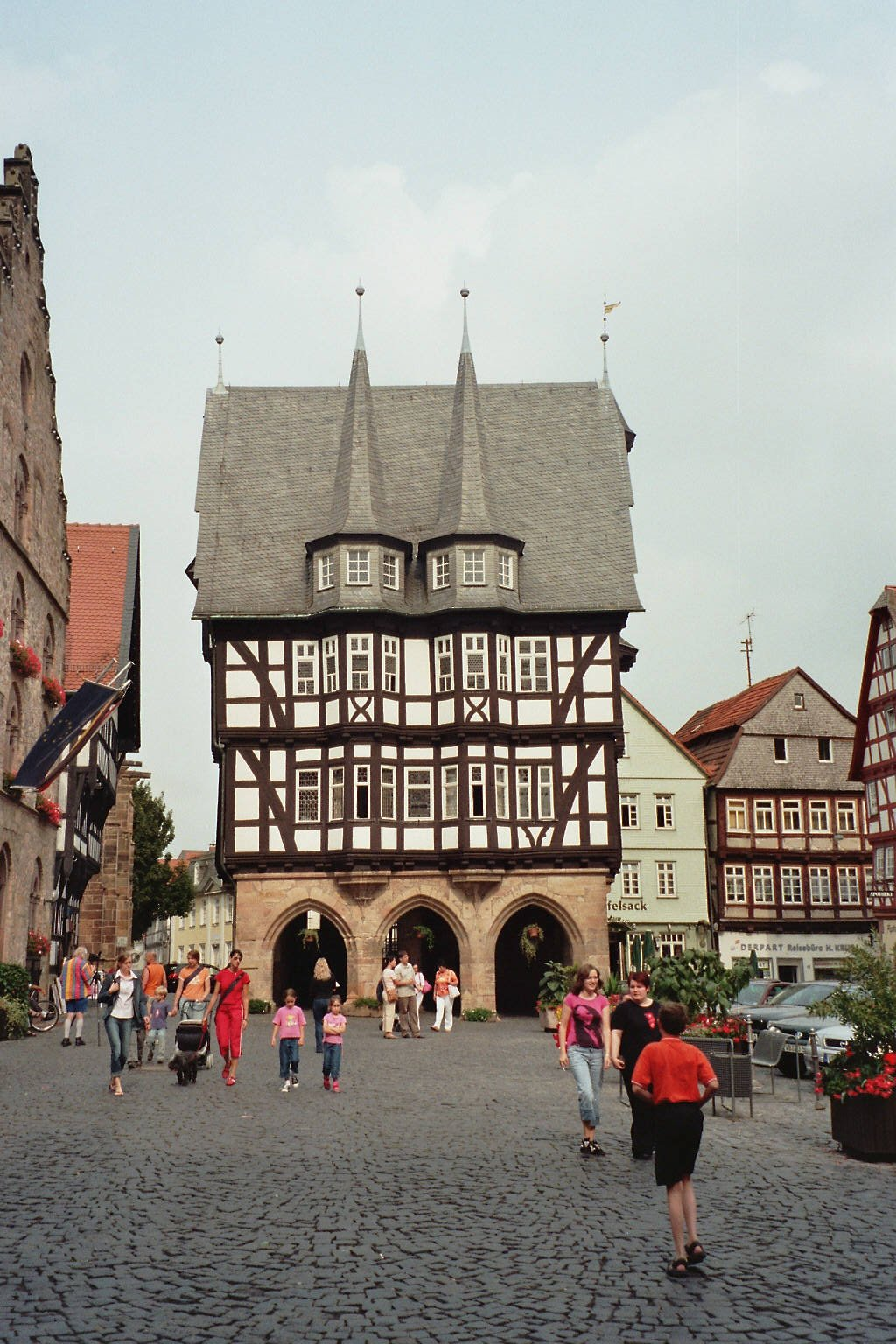
Das Rathaus von Alsfeld

Nach der hessischen Kommunalverfassung wird der Bürgermeister für eine sechsjährige Amtszeit gewählt, seit dem Jahr 1993 in einer Direktwahl, und ist Vorsitzender des Magistrats, dem in der Stadt Alsfeld neben dem Bürgermeister ehrenamtlich ein Erster Stadtrat und neun weitere Stadträte angehören. Bürgermeister ist seit dem 17. September 2013 Stephan Paule (CDU). Er wurde als Nachfolger von Ralf Becker (SPD), der nach einer Amtszeit nicht wieder kandidiert hatte, am 26. Mai 2013 im ersten Wahlgang bei 51,5 Prozent Wahlbeteiligung mit 55,8 Prozent der Stimmen gewählt. Es folgten zwei Wiederwahlen, jeweils ohne Gegenkandidaten, zuletzt im Februar 2025.
Amtszeiten der Bürgermeister
- 2013–2031 Stephan Paule (CDU)[34]
- 2007–2013 Ralf Becker (SPD)[35]
- 1987–2007 Herbert Diestelmann (SPD)[38]
- 1972–1987 Hans Ulrich Lipphardt (SPD)
- 1967–1972 Jochen Zwecker (SPD)

Gerhard Ramspeck bestimmte von 1825 bis 1871 als Bürgermeister die Geschicke der Stadt. Auch sein Sohn Werner Ramspeck wurde Bürgermeister. Erster Bürgermeister nach dem Zweiten Weltkrieg war im Jahr 1945 August Rosenkranz.
| Jahr           | Wahlbeteili- gung in % | Kandidaten          | Partei | Stimmen in % |
| -------------- | ---------------------- | ------------------- | ------ | ------------ |
| 2025           | 75,5                   | Stephan Paule       | CDU    | 78,8         |
| 2019           | 54,4                   | Stephan Paule       | CDU    | 83,7         |
| 2013           | 50,6                   | Stephan Paule       |        | 51,5         |
| 2013           | 50,6                   | Arno Hedrich        |        | 44,2         |
| 2007 Stichwahl | 60,3                   | Ralf Becker         | SPD    | 54,3         |
| 2007 Stichwahl | 60,3                   | Ulrich Künz         |        | 45,7         |
| 2005           | 55,0                   | Herbert Diestelmann | SPD    | 52,7         |
| 2005           | 55,0                   | Gerhard Bennemann   | CDU    | 47,3         |
| 1999           | 45,6                   | Herbert Diestelmann | SPD    | 83,9         |
| 1999           | 45,6                   | Edith Köhn-Müller   | Grüne  | 19,1         |
| 1993           | 59,6                   | Herbert Diestelmann | SPD    | 72,0         |
| 1993           | 59,6                   | Oswin Veith         | CDU    | 28,0         |

### Ortsbeiräte
Für alle Stadtteile besteht ein Ortsbezirk mit Ortsbeirat und Ortsvorsteher nach der Hessischen Gemeindeordnung. Die Ortsbezirke bestehen jeweils aus dem Gebiet der ehemaligen Gemeinden vor deren Eingliederung nach Alsfeld. Die Wahl der Ortsbeiräte erfolgt im Rahmen der Kommunalwahlen. Der Ortsbeirat wählt eines seiner Mitglieder zum Ortsvorsteher bzw. zur Ortsvorsteherin. Zu den einzelnen Ortsbeiräten siehe im jeweiligen Stadtteil.

### Wappen

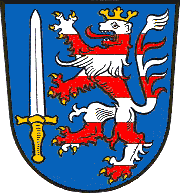
Darstellung nach Stadler mit dem Hessenlöwen

| | Blasonierung: „Das Wappen zeigt auf blauem Feld einen aufgerichteten, rechtsgewendeten, golden gekrönten und golden bewehrten roten Löwen, rechts ein Schwert mit silberner Schneide und goldenem Griff, oben ein Helm mit Büffelhörnern und nach außen besetzten Blattstängeln sowie roter und blauer Blattzier.“ |
| Wappenbegründung: Das älteste Siegel der Stadt zeigte um 1234 den Landgrafen von Hessen als Richter mit Schwert in der einen Hand und in der anderen einen Schild. Dieses Schild zeigte das Wappen der Landgrafen von Hessen (den Löwen von Hessen der Ludowinger). Die heutige Anordnung auf dem Wappen erschien ab dem späten 14. Jahrhundert. Seitdem gab es nur kleine farbliche Änderungen, so wurde der früher siebenmal von Silber und Rot geteilte Löwe schon ab 1648 von Georg Eberhard Happel in seiner „Alsfeldischen Wahl und- Wappenpredigt“ als einfarbig (rot) beschrieben. Hingegen wird das Wappen von den Heraldikern Otto Hupp und Klemens Stadler (Mitte des letzten Jhd.) wieder (heraldisch korrigiert) mit dem Hessenlöwen gezeigt. | |

### Banner
|  | 00Banner: „Das Banner ist im Verhältnis 1:7:1 rot-weiß-rot längsgestreift mit dem aufgelegten Wappen oberhalb der Mitte.“ |

### Städtepartnerschaften
Alsfeld unterhält Städtepartnerschaften mit:
- New Mills (Derbyshire/Großbritannien, seit 1962)
- Nakskov (Dänemark, seit 1963)
- Chaville (Frankreich, seit 1974)[44]
- Amstetten (Österreich, seit 1979)
- Spišská Nová Ves (Slowakei, seit 1992)

## Kultur und Sehenswürdigkeiten

### Stadtbild
Die Alsfelder Altstadt umfasst ein Gebiet mit geschlossener historischer Bebauung. Diese ist für mittelalterliche Städte typisch angelegt: Um den Marktplatz als Zentrum verläuft in einiger Entfernung die aus strategischen Gründen nahezu kreisförmige Stadtmauer. Diese enthält Öffnungen an den in weiterer Vorzeit entstandenen Verkehrswegen. Von diesen Öffnungen, den Stadttoren, her gelangt man auf meist geradem Weg zum Mittelpunkt der Stadt. In Alsfeld ist der Verlauf der Stadtmauer an den Gassen, die nicht dem überregionalen Verkehr dienten, zu erahnen. In friedlicheren Zeiten wurde die Stadtmauer abgebrochen und stand den dann entstehenden neuen Häusern und Verkehrsbedürfnissen nicht mehr im Wege.
Merkwürdig ist, dass die von Nordosten, von der Messestadt Leipzig und von Kassel nach Frankfurt am Main verlaufende Handelsstraße (heutiger Straßenzug: Hersfelder Straße, Untergasse, Obere Fulder Gasse, Markt) innerhalb der Stadt so verwinkelt verläuft wie auch weit außerhalb der Stadt.

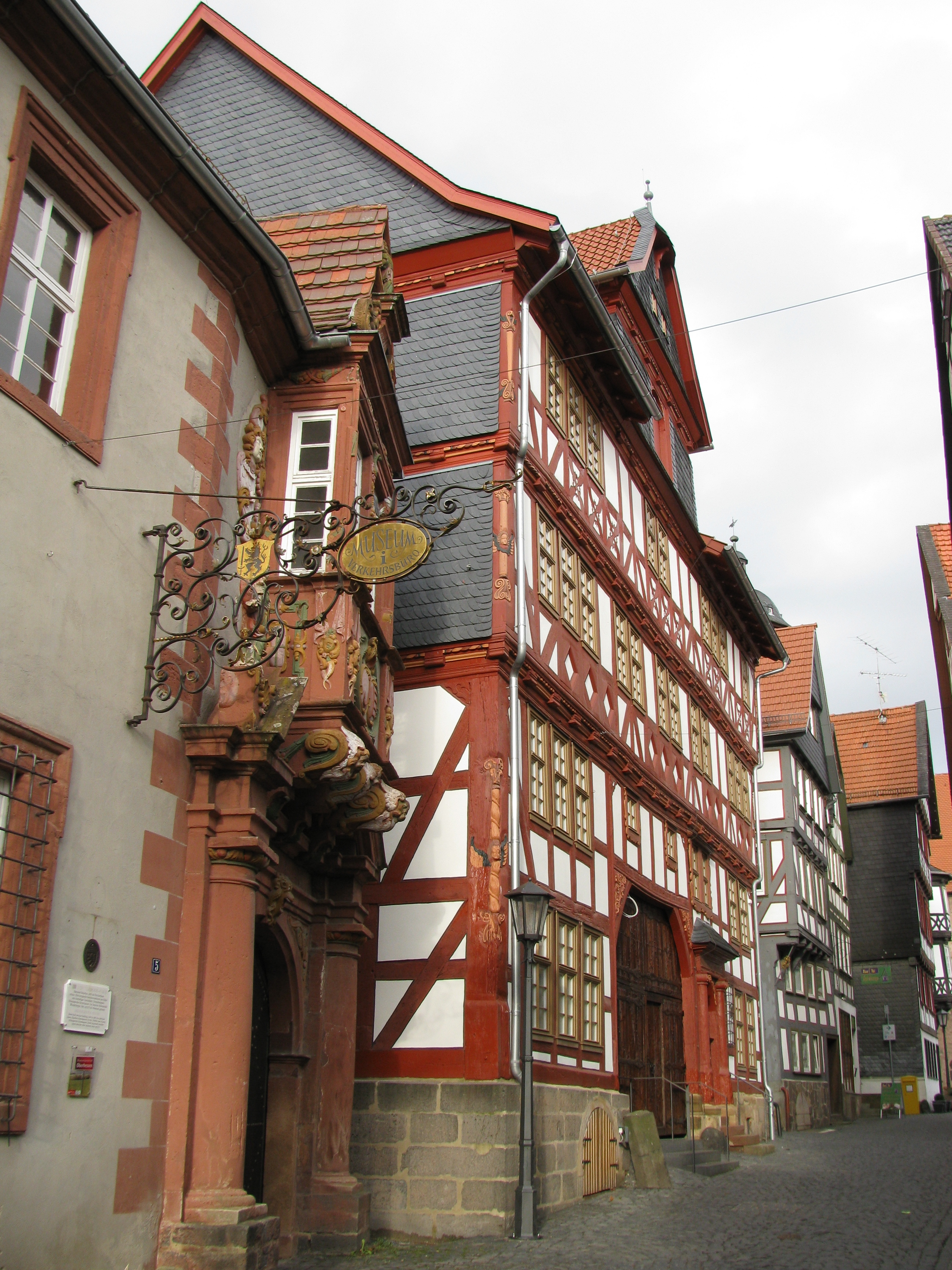
Ritterstraße
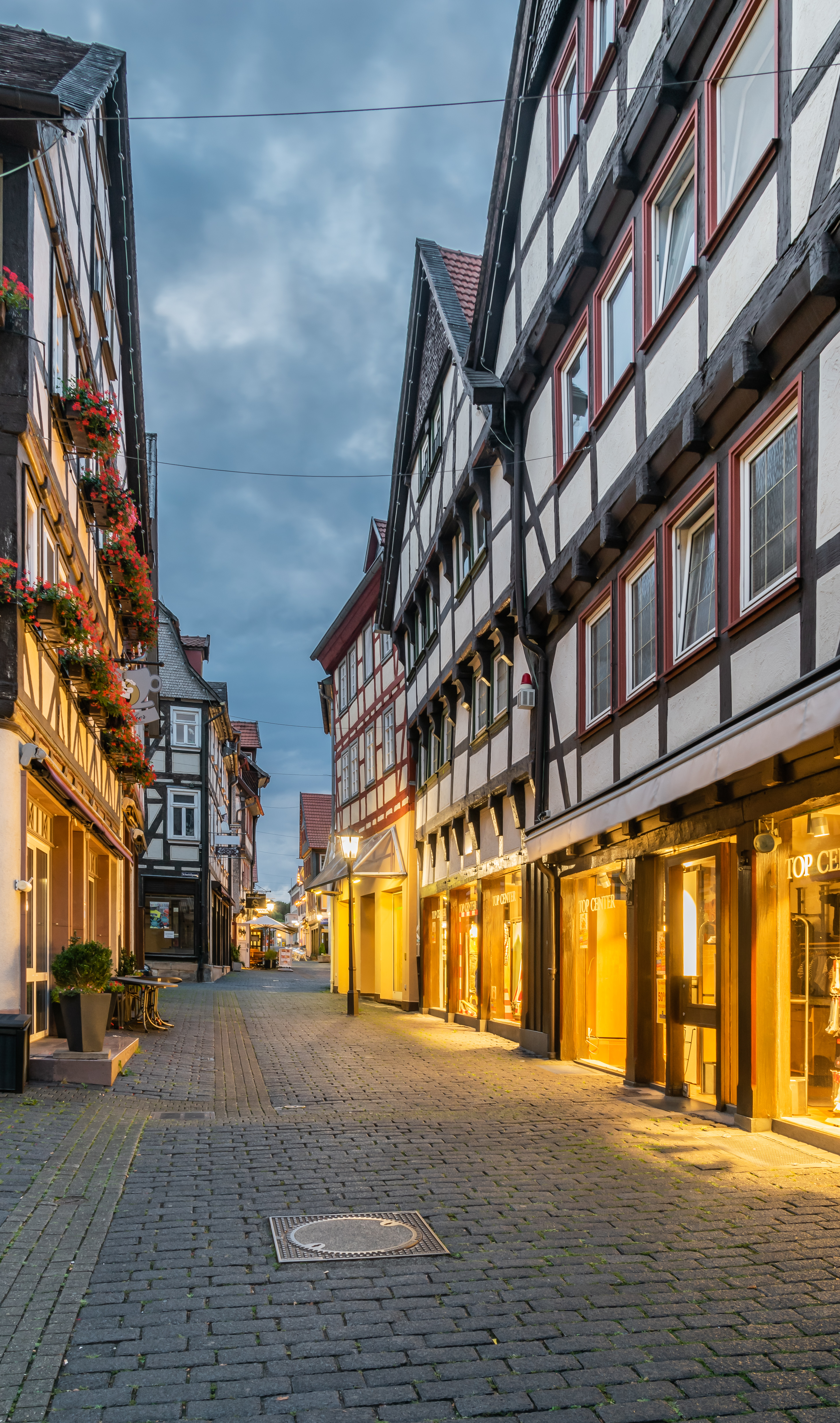
Obergasse
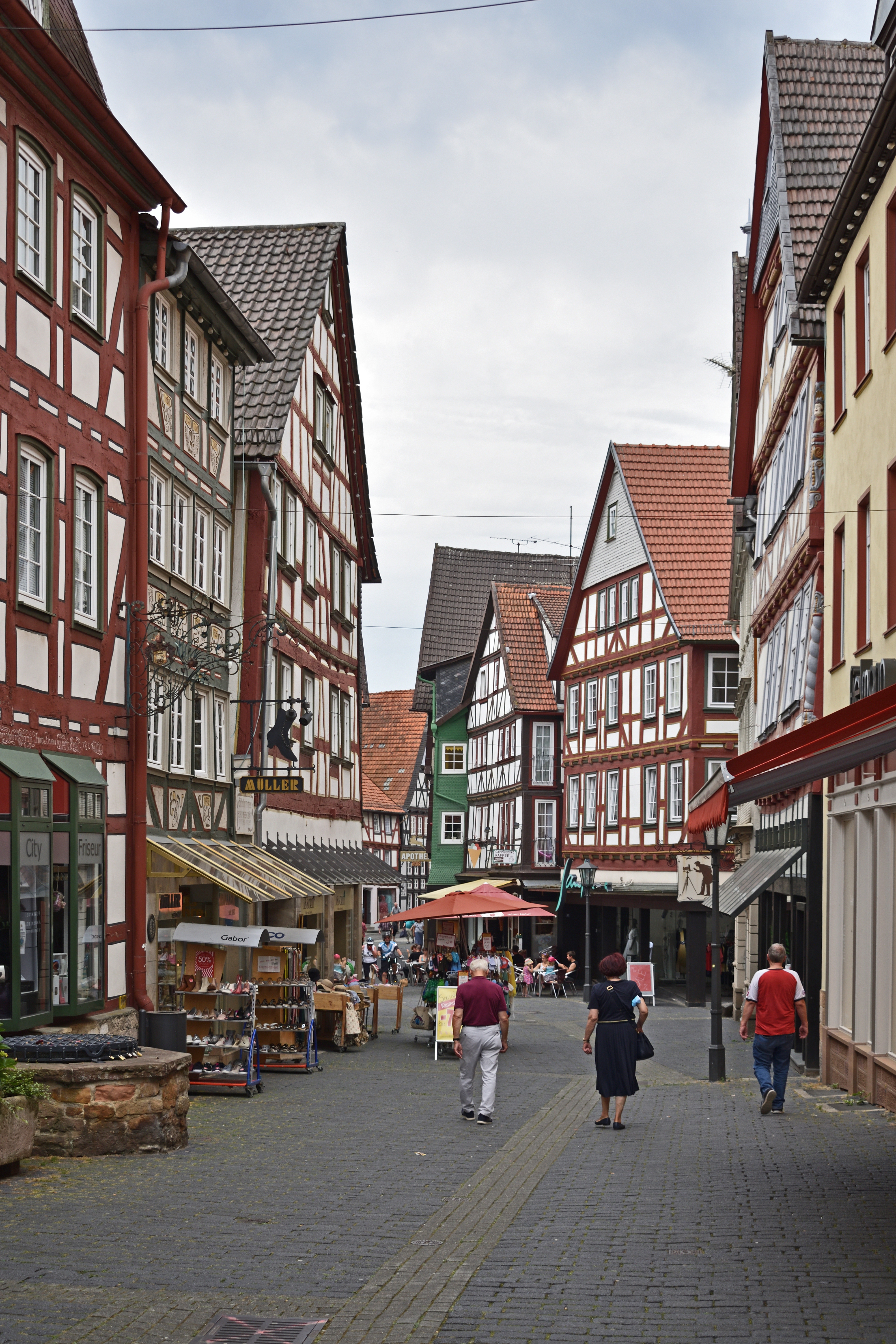
Mainzer Gasse
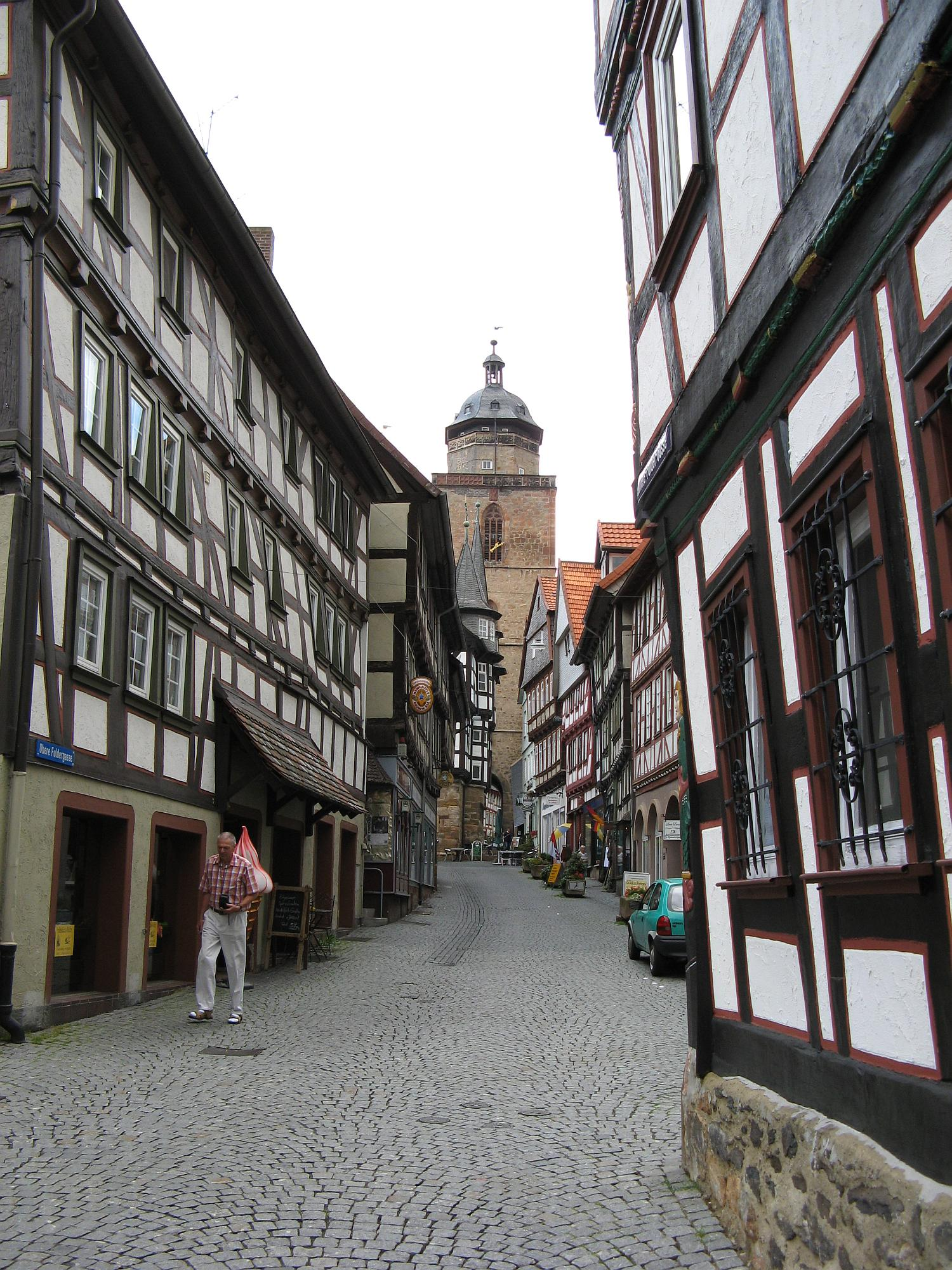
Obere Fulder Gasse
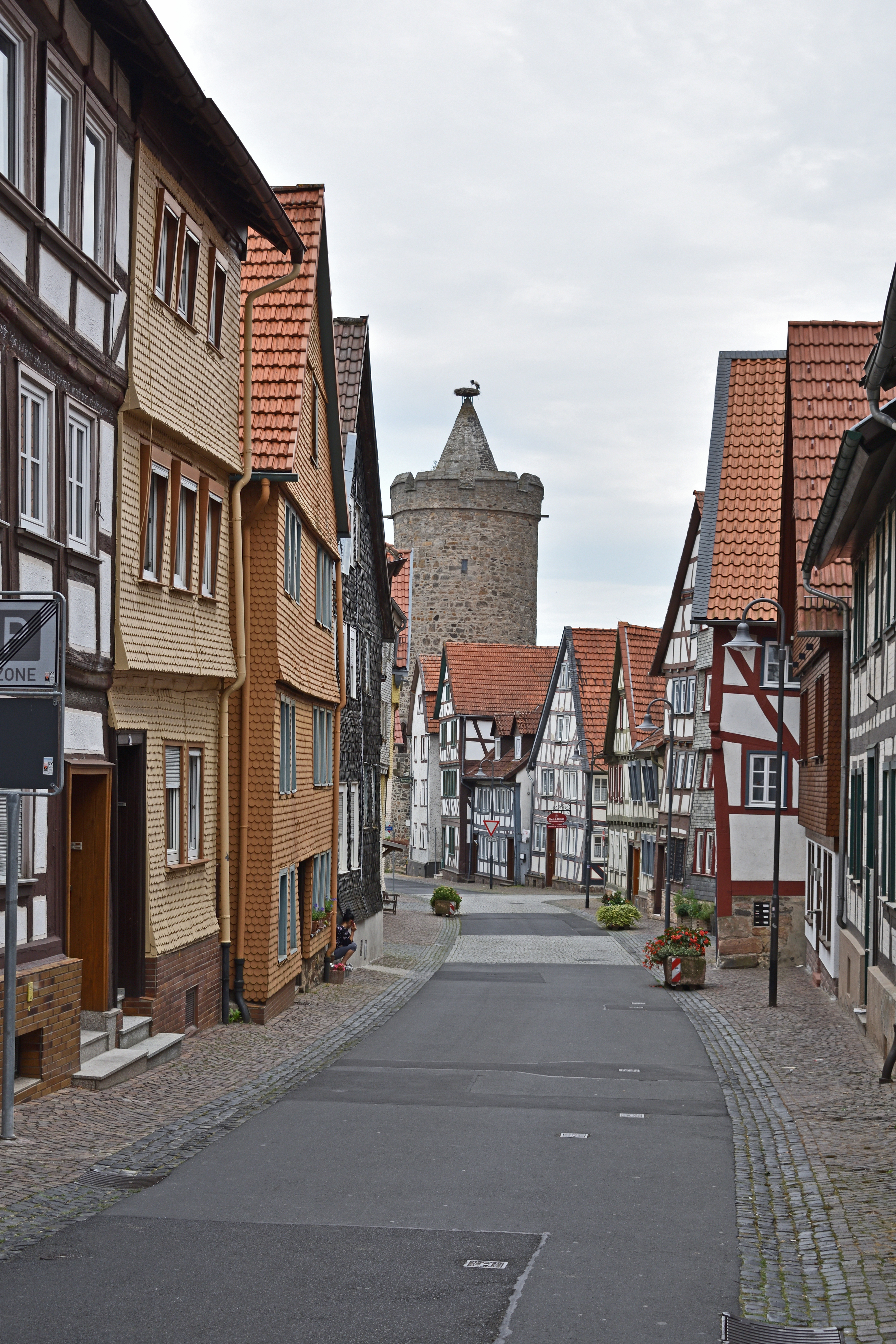
Untere Fulder Gasse mit Leonhardsturm
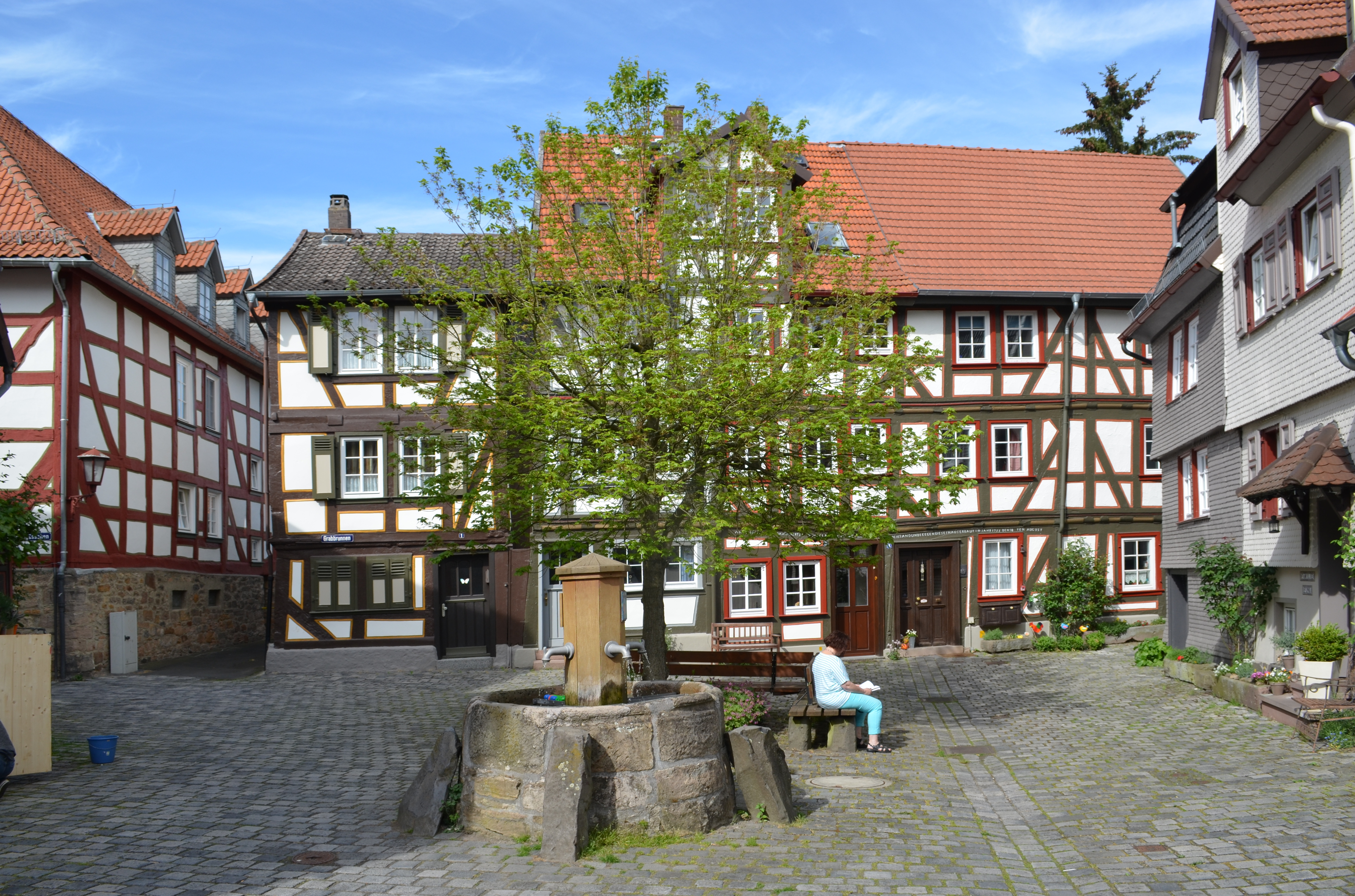
Grabbrunnen

### Gebäude

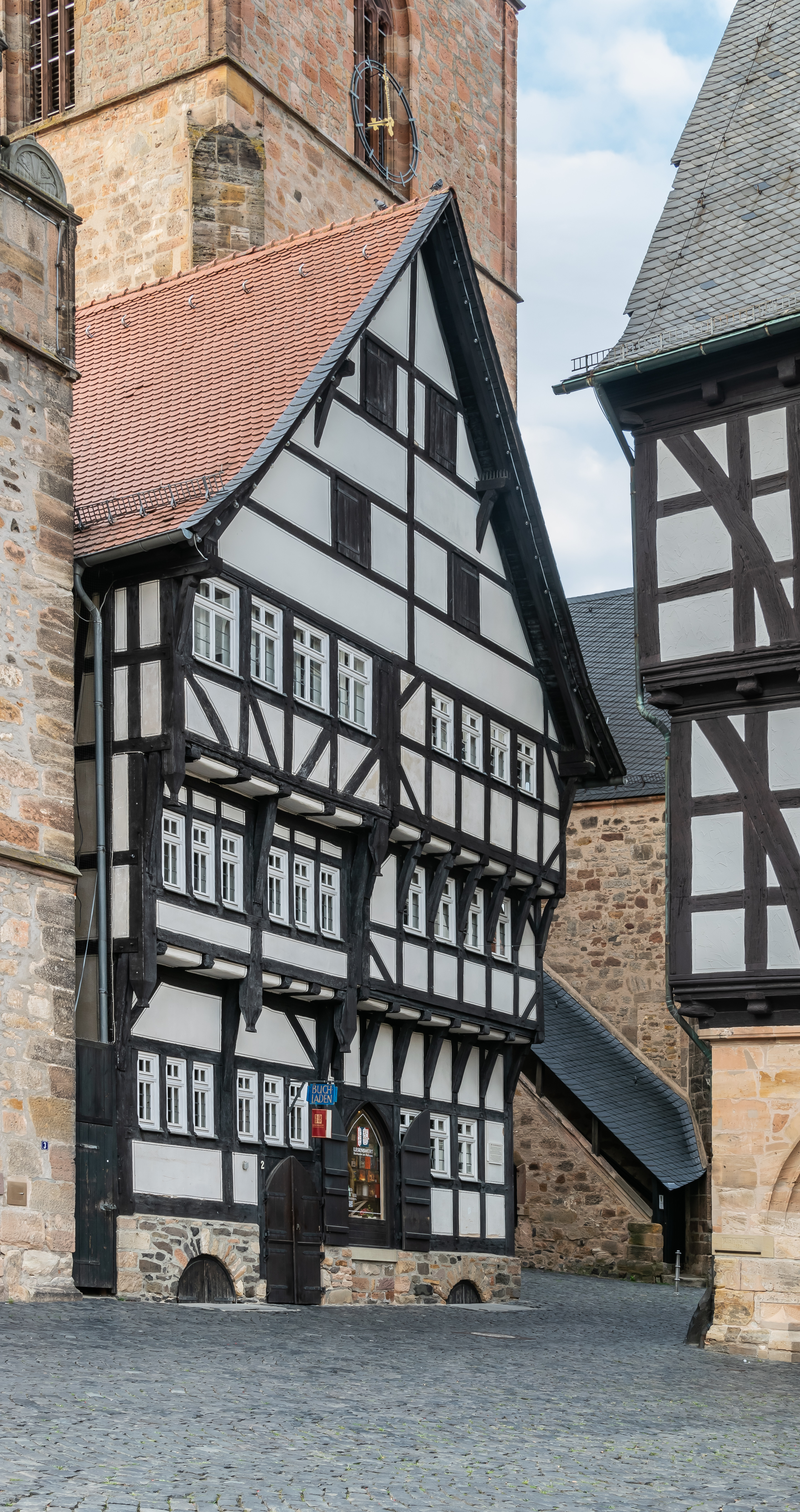
Das Haus „Markt 2“ aus den Jahren 1350/51, 1403 sowie 1464/65. Es beherbergt heute eine Buchhandlung

24 der über 400 Kulturdenkmäler stammen aus dem Mittelalter. Ende des 15. hin zum 16. Jahrhundert findet der Übergang vom Ständerbau zum Stockwerkbau statt. Wichtigster und früher Rähmbau ist das Rathaus Alsfeld in früher Rähmbauweise, das von 1512 bis 1516 errichtet wurde, wobei in der ersten Bauphase von 1512 bis 1514 der steinerne Unterbau und in der zweiten von 1514 bis 1516 der Fachwerkaufbau errichtet wurde. Der steinerne Unterbau wurde früher als Markthalle genutzt.

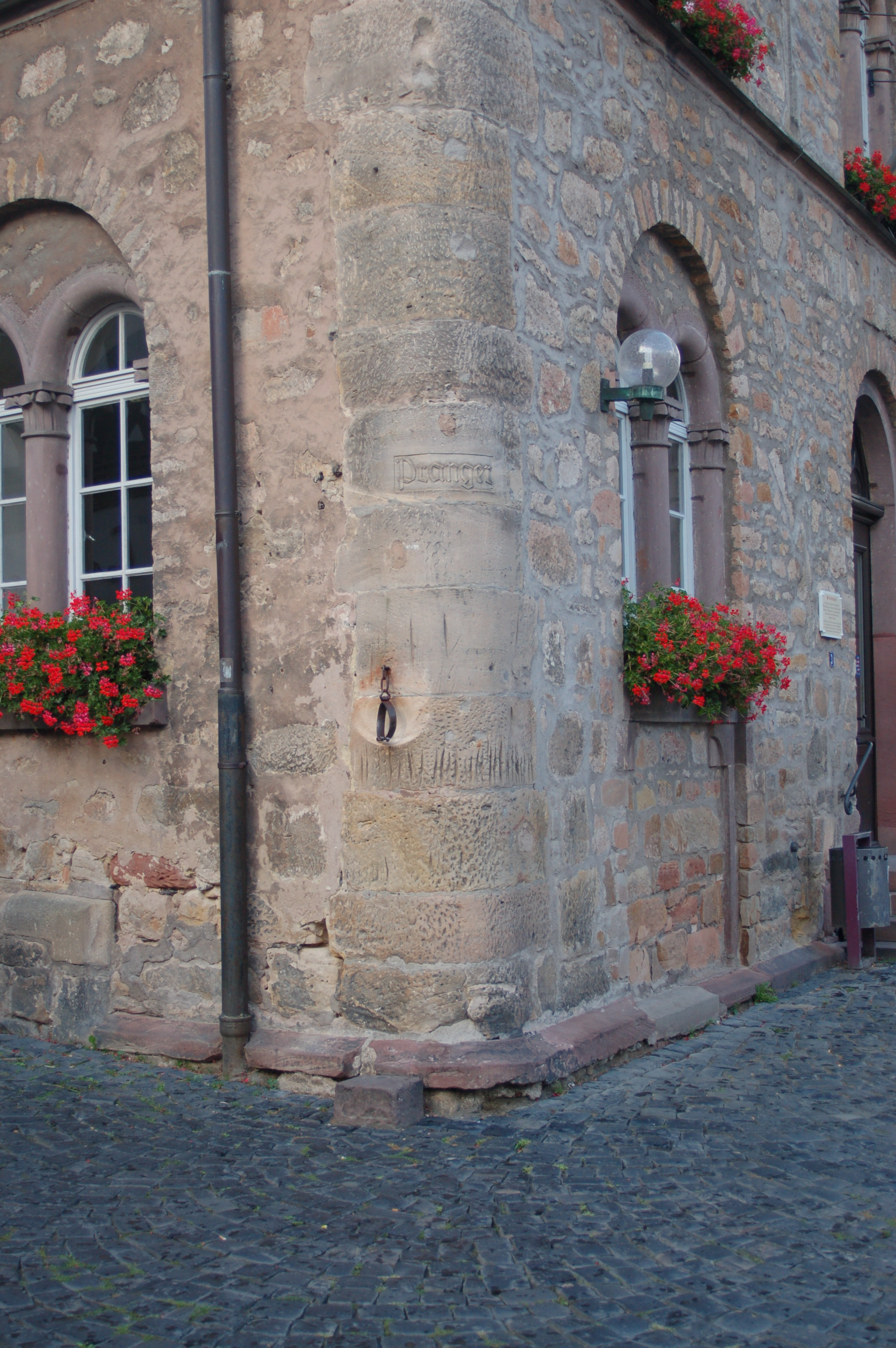
Pranger am Weinhaus

In der Nähe des Rathauses steht das Weinhaus, an dessen Ecke sich noch heute der Pranger befindet. Der Pranger ist ein schließbarer Eisenring, der den Verletzern mittelalterlicher Regeln um den Hals gelegt wurde. Die tatsächlichen oder vermeintlichen Regelverletzer waren in ihrer Wehrlosigkeit damit dem Spott oder sogar der physischen Missachtung (zum Beispiel Anspucken) der anderen Einwohner ausgesetzt. Der Pranger ist mit einem Trittstein ausgestattet und weist deutliche Benutzungsspuren auf.
Das Weinhaus wurde im Jahre 1538 von Hans von Frankfurt mit einem Staffelgiebel errichtet. Gebaut wurde es als städtisches Weinlager und Ausschank. Die alten Vorhangbogenfenster wurden 1840 verändert. Heute ist das Weinhaus Hauptsitz der Verwaltung der Stadt Alsfeld und steht unter Denkmalschutz.
An das Weinhaus ist das älteste Fachwerkhaus der Stadt angebaut. Es wurde in Ständerbauweise errichtet. Die ältesten Teile des Hauses stammen von 1350. Weitere Aus- und Umbauten fanden nach teilweiser Zerstörung 1403 und 1464 statt. Unter dem Haus befinden sich noch zwei Keller mit Tonnengewölbe, die aus der Zeit der Stadtgründung stammen.

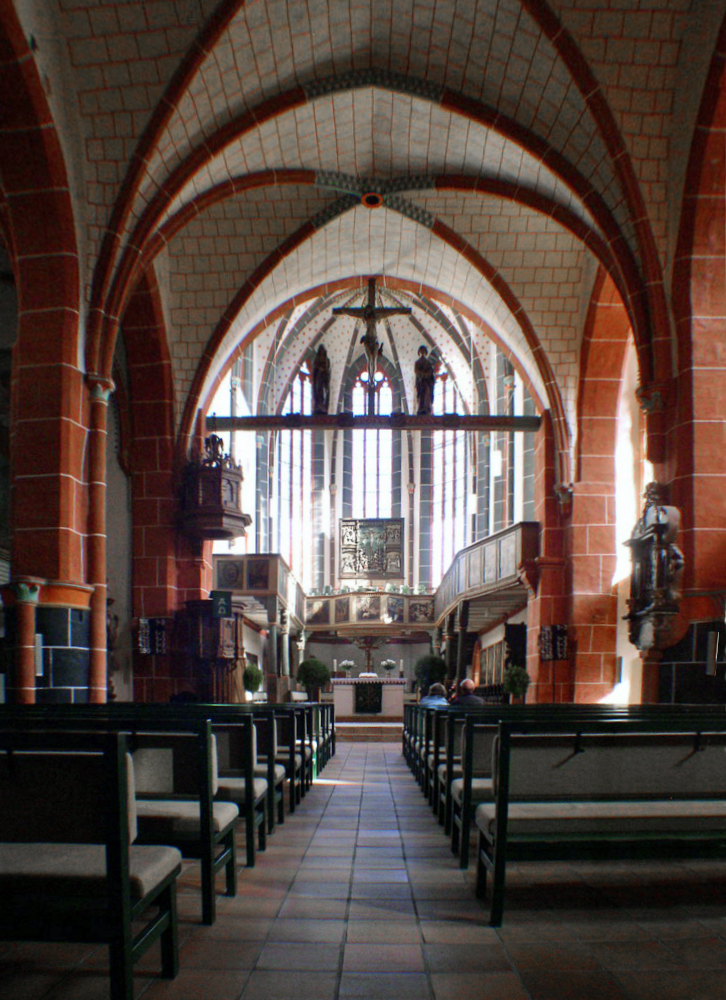
Innenansicht Walpurgiskirche

Hinter diesen drei Gebäuden steht die Walpurgiskirche aus der zweiten Hälfte des 13. Jahrhunderts. Der Chor wurde im Jahr 1393 neu erbaut, der Turm nach dem Einsturz 1394 neu errichtet, allerdings erst 1543 vollendet und 1836 um ein Geschoss gekürzt. Das gotische Langhaus wurde ab 1472 zu einer Kirchenhalle umgebaut. In einer zu den Architekturformen passenden Bildsprache schuf Charles Crodel 1963 die den Kirchenraum prägende Gesamtverglasung. Die Walpurgiskirche hat seit dem 3. Dezember 2006 ein täglich mittags ertönendes Glockenspiel.
In unmittelbarer Nähe zur Walpurgiskirche befindet sich das spätgotische Beinhaus, das 1368 das erste Mal erwähnt und 1510 erweitert wurde. Es diente zur Aufbewahrung der Gebeine aus dem Friedhof.
Am südlichen Ende der Altstadt steht die Dreifaltigkeitskirche, die ehemalige Klosterkirche der Augustiner aus dem 14. Jahrhundert. Sie besitzt einen zweischiffigen, asymmetrischen Hallenbau, der um das Jahr 1435 erbaut wurde. Der Kirche hat, wie bei Bauten von Bettelorden üblich, keinen Kirchturm.

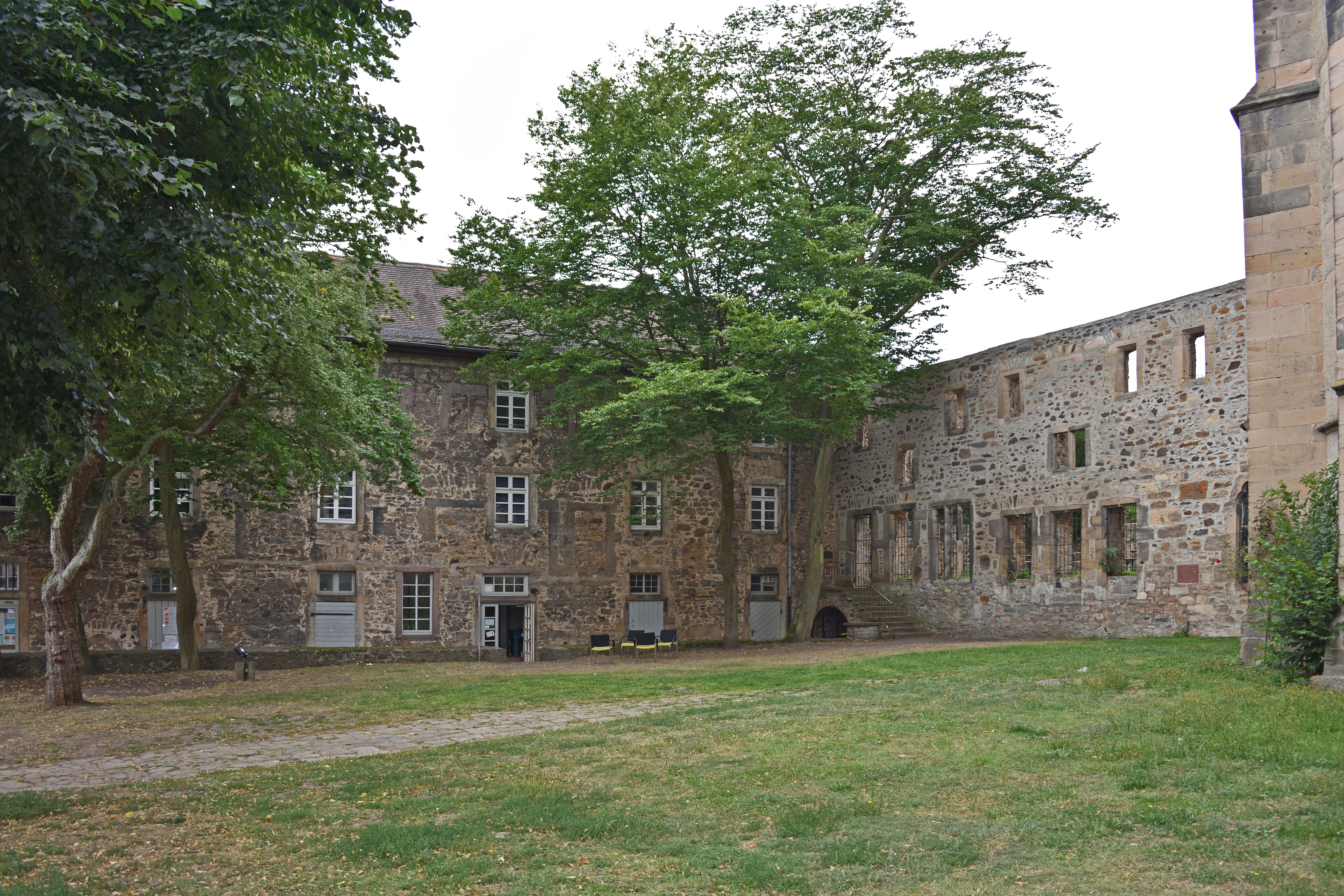
Ehemaliges Kloster

Bei den Ruinen der Klosterbauten ist ein Stück der alten Stadtmauer mit dem Leonhardsturm erhalten, einem Wehrturm der ehemaligen Stadtbefestigung, der 1386 erbaut wurde.
Die prächtige Synagoge wurde beim Pogrom am 9. November 1938 zerstört. Die Tora der Synagoge wurde von Mitgliedern des heute noch existierenden Museums- und Geschichtsvereins gerettet und ist im Stadtmuseum ausgestellt. Eine Gedenktafel zur Erinnerung an die Synagoge ist an der Ecke Lutherstraße / Hinter der Mauer zu finden.
An besonders interessanten Gebäuden, den „Alsfelder Perlen“, sind zweisprachige, nummerierte Erläuterungen angebracht. Mit Hilfe eines Faltblatts ist auf diese Weise ein thematischer Stadtrundgang möglich.

### Museen

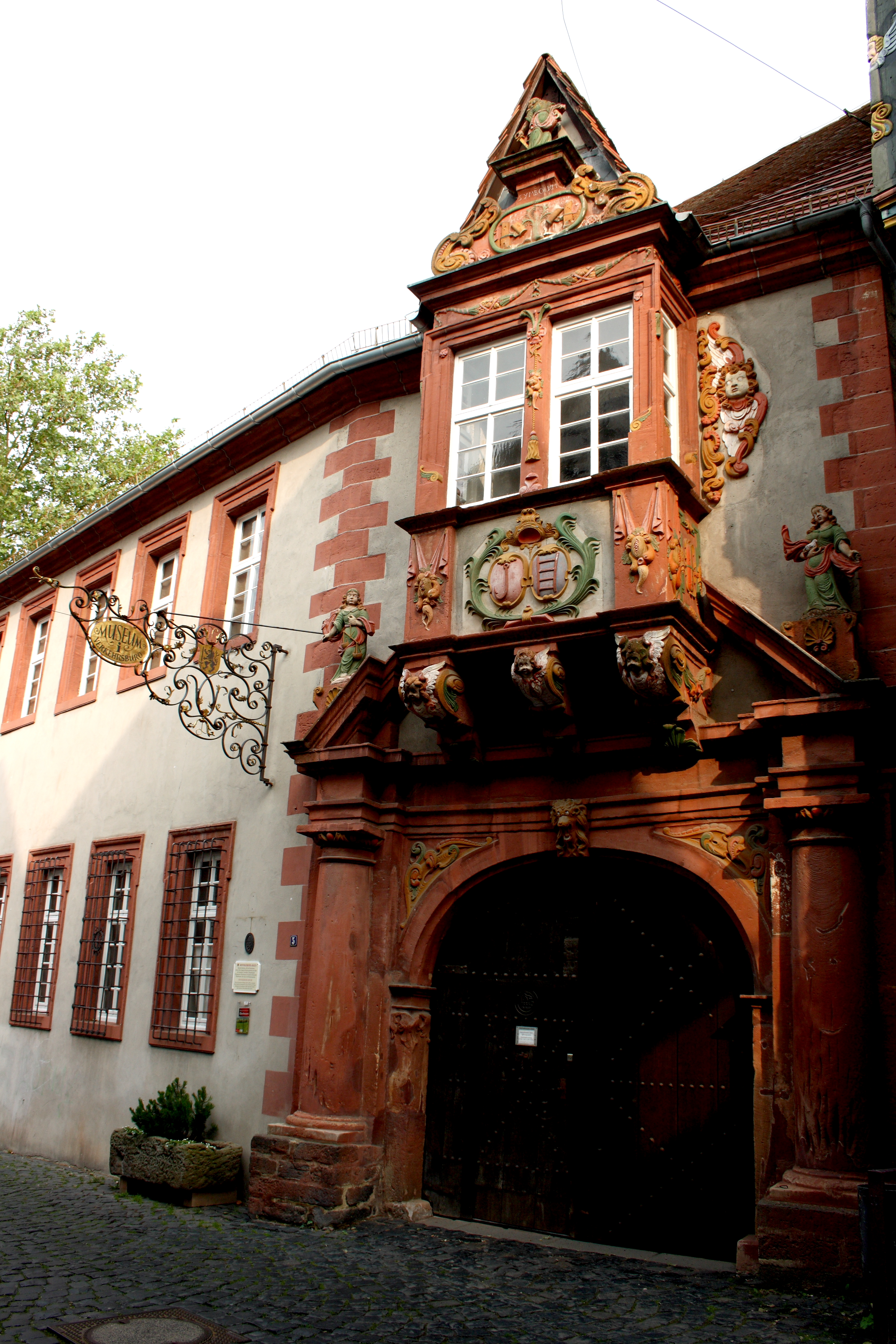
Eingang zum Stadtmuseum Alsfeld

- Stadtmuseum Alsfeld, Rittergasse, in den Patrizierhäusern Neurathhaus, erbaut 1688 und dem Minnigerode-Haus, erbaut 1687. (Stand 2022: teilweise geöffnet)
- Alsfelder Märchenhaus mit Puppenstuben-Etage, Ecke Sackgasse / Samuel-Spier-Gasse

### Theater
- alljährliches Theater der lokalen höheren Schulen (ASS/MES)
- häufige Aufführungen der Alsfelder Marktspielgruppe

### Konzerte

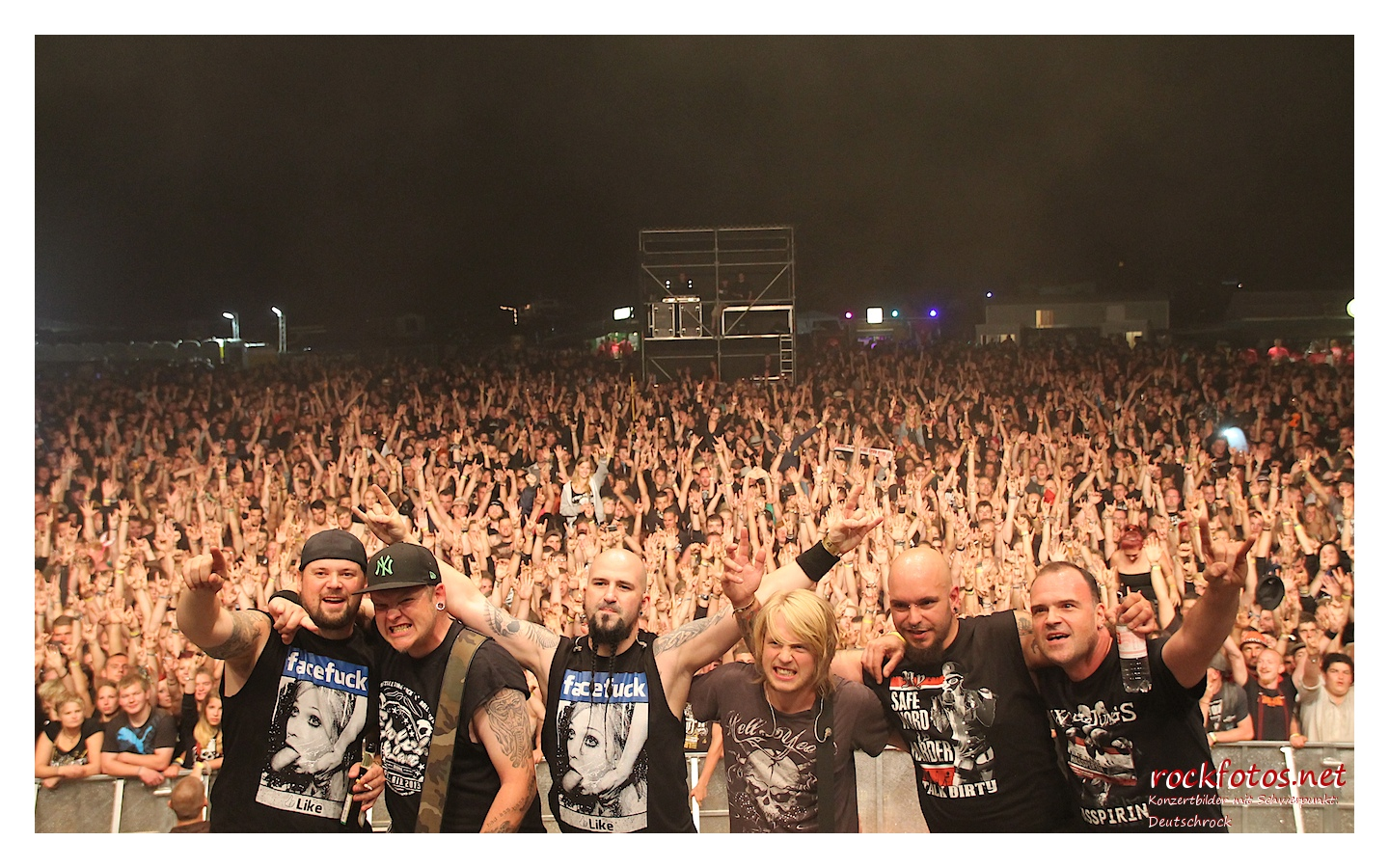
Ehrlich und Laut Festival, 2013

- regelmäßige Rock-, Pop- und volkstümliche Konzerte in der Hessenhalle und Stadthalle
- regelmäßige alternative Konzerte im alten Jugendzentrum

### Regelmäßige Veranstaltungen
- Alsfelder Feierabendmarkt (Bio- und Regionalmarkt, jeden Donnerstag)
- Alsfelder Käsemarkt
- Alsfelder Kräuter- und Märchentag
- Alsfelder Pfingstmarkt
- Alsfelder Salzekuchenfest
- Alsfelder Schokoladenmarkt
- Alsfelder Stadt- und Heimatfest (1. Augustsamstag)
- Alsfelder Weihnachtsmarkt
- Ehrlich & Laut Festival
- Zauberhafte Nacht (letzter Septembersamstag)

Weiterhin finden Veranstaltungen, beispielsweise Oldtimertreffen in dem hôtel villa raab statt.

### Kulinarische Spezialitäten
Zu den regionalen Spezialitäten gehören der Alsfelder Salzekuchen, der Ahleburger Käs (ein Hackbraten) und die Kartoffelwurst. Das Alsfelder Bier gilt ebenso als typisch, wird mittlerweile jedoch in der Nachbarstadt Lauterbach gebraut.

## Kunst und Literatur

### Alsfeld in der Kunst, ortsansässige Künstler

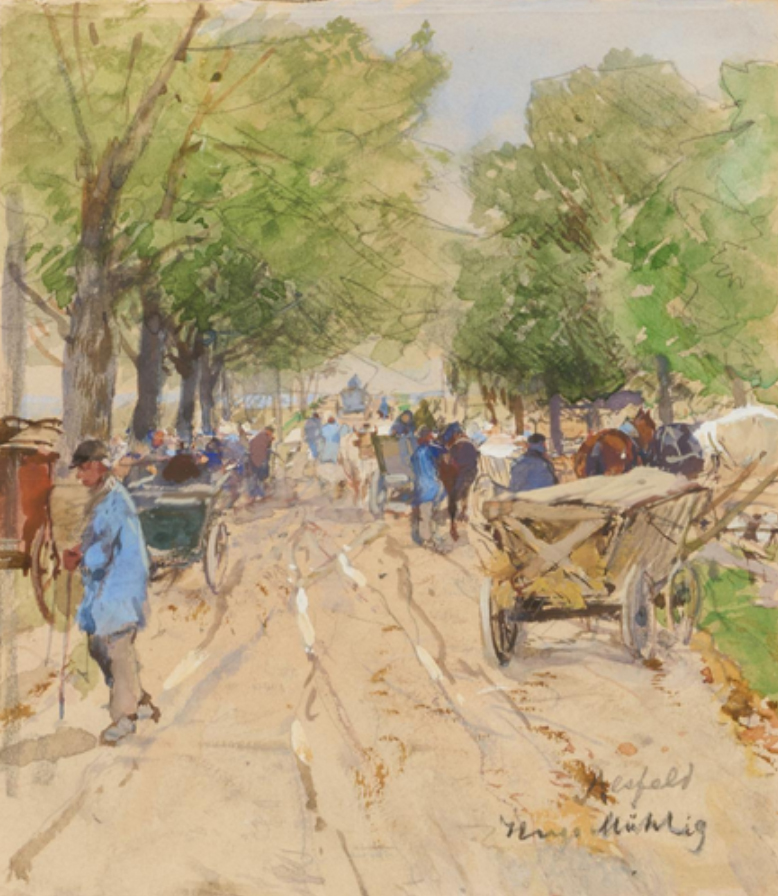
Aquarell von Hugo Mühlig

Alsfeld war zur Jahrhundertwende und im frühen 20. Jahrhundert ein häufiges Motiv für Künstler. Auch gaben künstlerische Verlage Postkarten, Holzstiche und Drucke in Auftrag. Zu den Künstlern zählten Peter Becker, Ludwig Emil Grimm, Heinrich Hasselhorst, Rudolf Koch, Ernst Liebermann, Hugo Mühlig, Gottlob Theuerkauf, Otto Ubbelohde, Paul Weber. In Alsfeld geboren oder ansässig waren Richard Hoelscher, Robert Müller-Alsfeld, Georg Bonn, Maximilian Hüttisch, Fritz Richter-Elsner, Karl Weitzel („Karli“), Willi Weide und Robert Janitz. Für die „altdeutsche Weberei Stein und Mull“ waren die Jugendstilkünstler Peter Behrens und Johann Vincenz Cissarz tätig.
1947 wurde die „Arbeitsgemeinschaft bildender Künstler Alsfeld-Lauterbach-Willingshausen“, 1973 der Alsfelder Kunstverein gegründet. Von 1980 bis 1997 berief die Stadt jährlich einen Stadtzeichner, darunter Sabine Funke, Peter Bormann, Wolfgang Sykownik, Manfred Stumpf, Udo Koch, Birgit Fischötter, Werner Kimmerle, Helga Spieß, Bernhard Siller, Dagmar Hirsch-Post, Frieder Haser.

### Literaten
In Alsfeld wirkte die Dichterin Johanna Merck (1733–1773); Karl Dieffenbach (1763–1822) lebte 35 Jahre in Alsfeld. In der Stadt geboren wurden Karl Weiser (1848–1913), Henny Koch (1854–1925) und Karl Brodhäcker (1919–2013).

## Infrastruktur und Wirtschaft
Alsfeld erfüllt nach hessischer Landesplanung die Funktion eines Mittelzentrums.

### Flächennutzung
Das Gemeindegebiet umfasst eine Gesamtfläche von 12669 Hektar, davon entfallen in ha auf:
| Nutzungsart             | Nutzungsart             | 2011 | 2015 |
| ----------------------- | ----------------------- | ---- | ---- |
| Gebäude- und Freifläche | Gebäude- und Freifläche | 729  | 744  |
| davon                   | Wohnen                  | 324  | 325  |
|                         | Gewerbe                 | 113  | 124  |
| Betriebsfläche          | Betriebsfläche          | 36   | 34   |
| davon                   | Abbauland               | 16   | 16   |
| Erholungsfläche         | Erholungsfläche         | 56   | 56   |
| davon                   | Grünanlage              | 28   | 28   |
| Verkehrsfläche          | Verkehrsfläche          | 833  | 833  |
| Landwirtschaftsfläche   | Landwirtschaftsfläche   | 6823 | 6796 |
| davon                   | Moor                    | 0    | 0    |
|                         | Heide                   | 0    | 0    |
| Waldfläche              | Waldfläche              | 4336 | 4351 |
| Wasserfläche            | Wasserfläche            | 105  | 106  |
| Sonstige Nutzung        | Sonstige Nutzung        | 50   | 49   |

### Verkehr

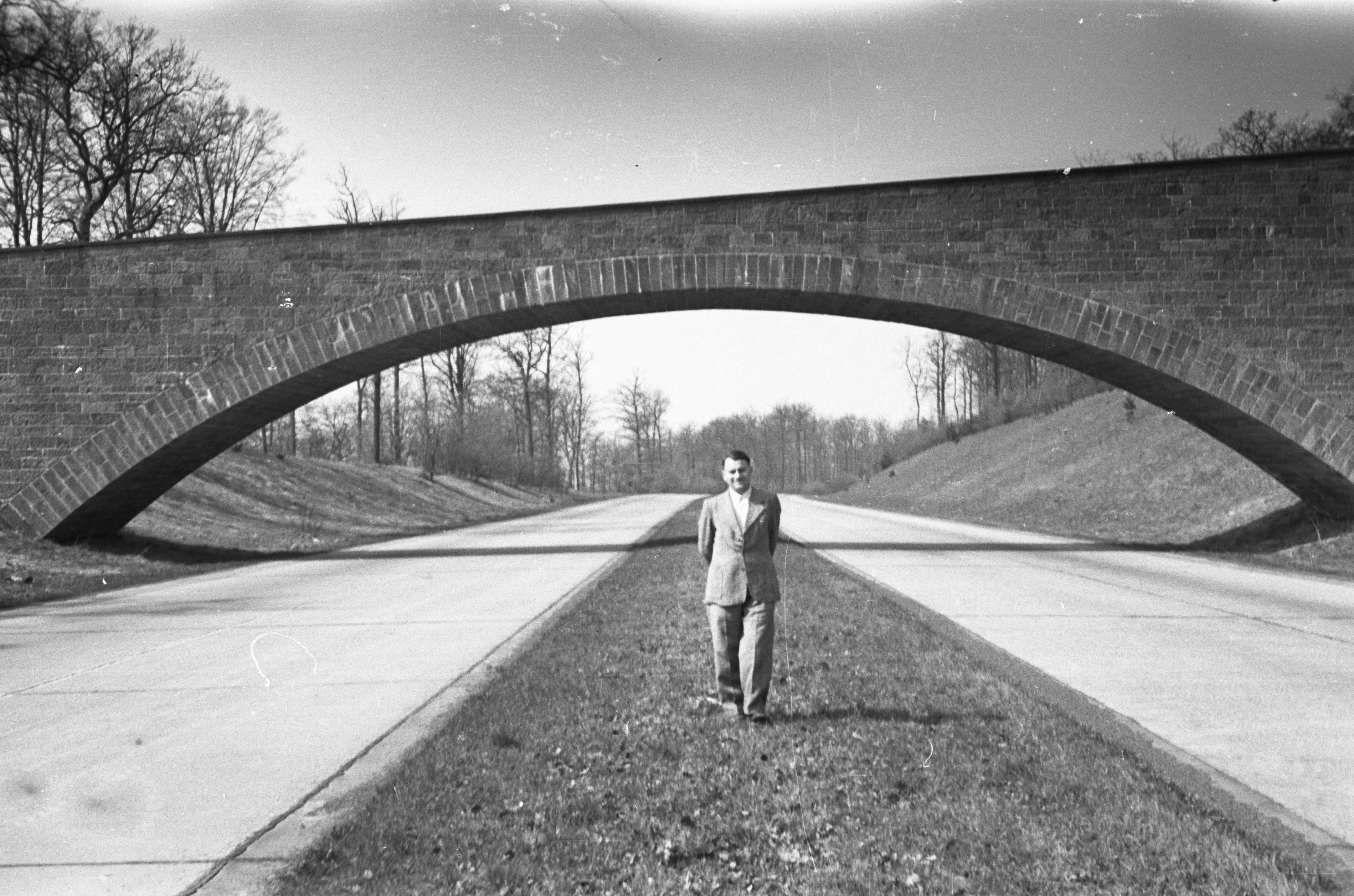
Autobahn A5 bei Eifa, 1949. Die Brücke existiert noch heute

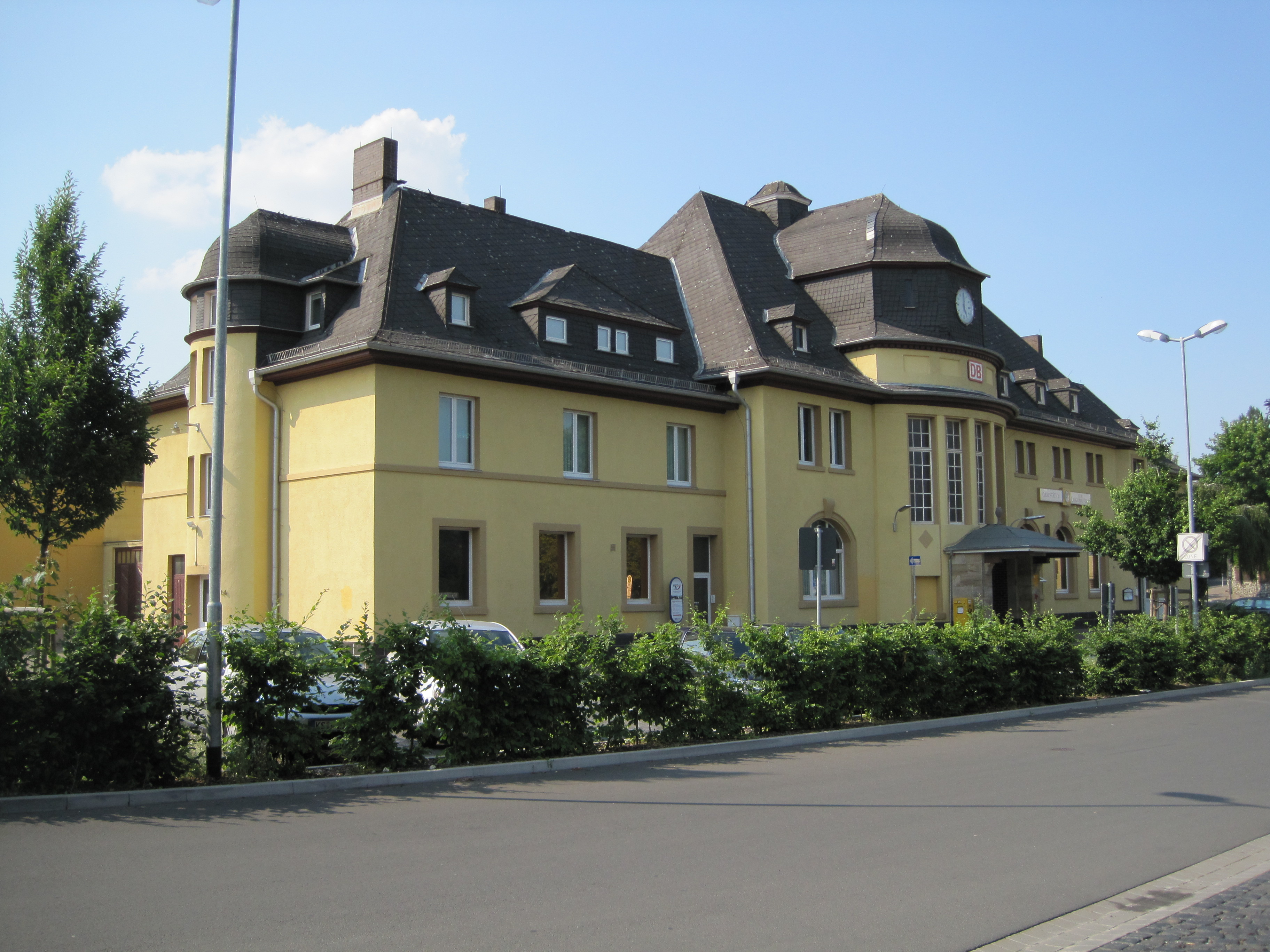
Bahnhof Alsfeld

Alsfeld liegt unmittelbar an der Bundesautobahn 5 mit den Anschlussstellen Alsfeld Ost und Alsfeld West. Zwei Raststätten befinden sich auf dem Stadtgebiet „Berfa Nord“ und die „Pfefferhöhe“. 
Die Bundesstraßen 254 und 62 führen durch die Stadt. Weiterhin beginnt hier die Bundesstraße 49.
Alsfeld ist auch per Eisenbahn über die Bahnstrecke Gießen–Fulda erreichbar (seit 30. Oktober 1870 von Lauterbach her, 18,97 km). Das heutige Empfangsgebäude des Bahnhofs Alsfeld wurde 1914/15 errichtet. Seit dem 1. April 1916 konnte Alsfeld von Niederaula her mit der Gründchenbahn angefahren werden. Der Personenverkehr wurde hier schon am 25. Mai 1974 wieder eingestellt. Der letzte Zug, ein Güterzug, verließ Alsfeld am 28. Mai 1988 nach Eifa. Seitdem ist die Strecke zwischen Alsfeld und Breitenbach unterschiedlich renaturiert.
Die Einfädelung der Gründchenbahn bedingte eine Umgestaltung der Bahnanlagen, das prächtige neoklassizistische Empfangsgebäude stammt aus dieser Zeit. Das Empfangsgebäude und die Ausmaße des Bahnhofes (mit Lokstation) lassen erahnen, welche verkehrliche, wirtschaftliche Bedeutung Alsfeld für das agrarisch geprägte Umland hatte.
Alsfeld verfügt zudem über eine eigene Stadtbuslinie, die als VGO-Linie VB-10 innerhalb der Kernstadt als Rundkurs verkehrt.
Etwa 2 km westlich des Zentrums liegt das Segelfluggelände Alsfeld.

### Tourismus
Alsfeld ist für seine gut erhaltene Altstadt bekannt. So wurde die Stadt für Touristen attraktiv; sie gilt im Ausland geradezu als Prototyp einer mittelalterlichen deutschen Stadt. Das Rathaus ist im Ausland immer wieder in Medien zu sehen, die für Deutschland werben.
Wegen der gut erhaltenen Altstadt diente Alsfeld zudem als Kulisse für Filmproduktionen (siehe Kapitel Alsfeld als Filmkulisse), was dem Tourismus gleichfalls förderlich ist. 1988 erschien erstmals eine Ausgabe der Zeitschrift Geo über eine Kleinstadt, nämlich Alsfeld; die Fotos stammen von Gerd Ludwig.

### Einzelhandel
Die örtlichen Einzelhändler und Gastronomen haben sich unter der Dachmarke Erlebnis Alsfeld zusammengeschlossen, um das Angebot und Veranstaltungen gemeinschaftlich im Internet zu kommunizieren und so eine Alternative zum Online-Shopping zu schaffen.

### Zeitungen
Zwei Tageszeitungen, bzw. deren Regionalausgaben, sind für Alsfeld trotz stark schrumpfender Auflagen von Bedeutung, nämlich die Alsfelder Allgemeine Zeitung, die vom Mittelhessischen Druck- und Verlagshaus herausgegeben wird, sowie die Oberhessische Zeitung, deren Mantelteil vom Gießener Anzeiger gestaltet wird, während sich die Lokal- und die Sportredaktion in Alsfeld befinden. Seit 2021 hat die Zeitung denselben Herausgeber.

### Ansässige Unternehmen
Zu den größten Unternehmen (gemessen nach den Beschäftigten) gehören: das Kreiskrankenhaus des Vogelsbergkreises, die VR Bank HessenLand e.G., die CEKA Büromöbelwerke, dann STI-Corrugated GmbH, die Sealed Air Verpackungen GmbH, die Krause-Werk GmbH & Co. KG und Hartmann Spezialkarosserien.
Des Weiteren bestehen drei Gewerbegebiete zur Ansiedelung, nämlich am westlichen Stadtrand das Gewerbegebiet Disröder Feld, im östlichen Stadtgebiet der Gewerbegebiet Industrie- und Gewerbepark Ost und in unmittelbarer Nähe zur BAB A5 die Industrie- und Gewerbefläche Elpersweide.

### Öffentliche Einrichtungen

#### Ämter und Behörden
Ansässig sind in der Stadt ein Amtsgericht, nämlich das Amtsgericht Alsfeld, dann das Finanzamt Alsfeld-Lauterbach sowie die Agentur für Arbeit Alsfeld und verschiedene Ämter der Kreisverwaltung.

#### Forschungseinrichtung
Das Stadtarchiv Alsfeld sammelt spätestens seit 1910 städtische Akten (mindestens 30 Jahre alt), Amtsbücher und Urkunden, die bis in das Jahr 1327 zurückgehen – u. a. den Korebrief von 1429 mit der bis 1821 gültigen Verfassung der Stadt.

#### Bildungseinrichtungen

##### Einrichtungen für Kinder
Eine Reihe von Einrichtungen, die auch der Frühbildung von Kindern zwischen 3 und 7 Jahren dienen, sind die drei städtischen Einrichtungen Kindertagesstätte Angenrod, der Städtische Kindergarten Bechtelsberger Strolche, die Kindertagesstätte Wichtelland (von 1–7 Jahren), dann die drei evangelischen Einrichtungen Kindertagesstätte Altenburg, die Kindertagesstätte Am Rodenberg, dann der Kindergarten Arche Noah. Ebenfalls evangelisch ist die Integrative Kindertagesstätte In der Krebsbach. Hinzu kommt der Kinderhort Regenbogen e. V. (für Schüler der Stadtschule Alsfeld) sowie das Cafe Online, das schulbezogene Jugendarbeit für Schüler von 8–16 Jahren betreibt.

##### Allgemeinbildende, Sonder- und Berufliche Schulen

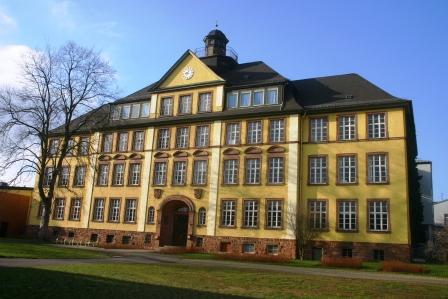
Albert-Schweitzer-Schule Alsfeld

Die Gerhart-Hauptmann-Schule ist eine Grundschule mit Förderstufe in Trägerschaft des Vogelsbergkreises, die ab Klasse 5 Förderstufenschüler aus fünf umliegenden Grundschulen aufnimmt, die Stadtschule Alsfeld ist eine dreizügige Grundschule mit pädagogischer Mittagsbetreuung, Hausaufgabenbetreuung, in der rund 240 Schüler unterrichtet werden.
Daneben bestehen die Geschwister-Scholl-Schule Alsfeld, eine verbundene Haupt- und Realschule mit 978 Schülern. Sie beinhaltet eine Hauptschule (ab Klasse 7), eine Realschule (ab Klasse 5) sowie sozialpädagogische Angebote der Abteilung für Erziehungshilfe und eine pädagogische Mittagsbetreuung.
Die Albert-Schweitzer-Schule Alsfeld beinhaltet neben der gymnasialen Oberstufe eine Unter- und Mittelstufe.
Daneben bestehen Sonderschulen, nämlich die Brüder-Grimm-Schule, eine Ganztagsschule für praktisch bildbare und körperbehinderte praktisch bildbare Kinder und Jugendliche, und die Erich-Kästner-Schule, eine Schule für Lernhilfe mit 50 Schülern in den jahrgangsübergreifenden Klassen 2 bis 10. Die EKS beinhaltet zudem ein sonderpädagogisches Beratungs- und Förderzentrum.
An beruflichen Schulen bestehen zum einen die Max-Eyth-Schule, eine Berufsschule (Europaschule) mit einem Beruflichen Gymnasium, einer Berufsfachschule, einer Berufsschule (Teilzeit), mit Berufsvorbereitungsjahr und einem Programm zur Eingliederung in die Berufs- und Arbeitswelt, Fachoberschule (Informationstechnik, Technik, Bautechnik, Gesundheit und Sozialwesen), Fachschule Mechatronik (Schwerpunkt Maschinen- und Anlagentechnik), Fachschule Sozialwirtschaft (Fachrichtung Heilerziehungspflege), Höhere Berufsfachschule (Chemietechnik mit dem Schwerpunkt Umweltanalytik, Informationstechnik mit dem Schwerpunkt Technik, Fremdsprachensekretariat und Sozialpflege) sowie einer Maßschneiderausbildung. Zum anderen besteht die Staatliche Technikakademie Alsfeld, eine auf Bautechnik spezialisierte Schule in der Trägerschaft des Landes. Sie beinhaltet eine Fachschule für Bautechnik sowie eine Berufsfachschule für Informationsverarbeitung. Mögliche Zusatzangebote sind die Ausbildung der Ausbilder, Fachhochschulreife und Meisterkurse. Sie ist die kleinste berufliche Schule Hessens.
Hingegen ist die Aenne und Konrad-Geisel-Schule eine Lehranstalt für Aus-, Fort- und Weiterbildung in der Altenpflege in der Trägerschaft des Vereins für Berufsausbildung Vogelsberg.
Stärker auf die Allgemein- und die Erwachsenenbildung bezieht sich die vom Vogelsbergkreis unterhaltene Volkshochschule.
Die Stadtbücherei Alsfeld stellte im Jahr 2013 ca. 23.000 Medieneinheiten zur Verfügung.
Hinzu kommt die Alsfelder Musikschule, eine staatlich geförderte Musikschule mit rund 480 Schülern (Stand: 2018).

#### Alten- und Pflegeeinrichtungen
- Alten- und Pflegeheim Haus Stephanus
- Rambachhaus Alsfeld – Alten- und Pflegeheim

#### Einrichtungen für behinderte Menschen
In Alsfeld bestehen verschiedene Einrichtungen zur Unterstützung von Menschen mit geistiger Behinderung, die von Vereinen oder kirchlichen Einrichtungen getragen und überwiegend aus Mitteln der Sozialhilfe finanziert werden:

##### Geistige Behinderung
- Begleitetes Wohnen in Familien (Behindertenhilfe Vogelsbergkreis e. V.)
- Stationär Begleitetes Wohnen (s. o.)
- Wohnstätte Alsfeld (s. o.)
- Werkstatt Alsfeld und Tagesförderstätte für Menschen mit geistiger Behinderung (s. o.)

##### Körperliche und Sinnesbehinderung
- Sonderschulen (s. o. unter Bildungseinrichtungen)
- Pflegeeinrichtungen (s. o. unter Alten- und Pflegeeinrichtungen)
- Jugend- und Elternberatungsstelle
- Frühförder- und Beratungsstelle (Behindertenhilfe Vogelsbergkreis e. V.)
- Praxis für integrative Lernförderung
- Frühförder- und Beratungsstelle für frühkindliche Entwicklung

##### Seelische Behinderung
- Tagesstätte der Vogelsberger Lebensräume (Vogelsberger Lebensräume e. V.)
- Reha-Werkstatt in Alsfeld (Hephata Hessisches Diakoniezentrum e. V.)
- Wohnheim Alsfeld (Vogelsberger Lebensräume e. V.)

##### Abhängigkeitserkrankungen
- Stationäre Plätze für Suchtmittelabhängige (Vogelsberger Lebensräume e. V.)
- Außenwohngruppe Alsfeld der Wohneinrichtung Herzberghaus (Hephata Hessisches Diakoniezentrum e. V.)
- Alsfelder Biofleisch (Werkstatt für behinderte Menschen; Hephata)

##### Besondere Lebensverhältnisse mit sozialen Schwierigkeiten
- Fachberatungsstelle und Tagesaufenthaltsstätte La Strada
- Betreutes Wohnen des Diakonischen Werkes Vogelsberg – La Strada Wohnungslosenhilfe

## Persönlichkeiten
In der Liste von Persönlichkeiten der Stadt Alsfeld sind bekannte Söhne und Töchter sowie weitere mit der Stadt verbundene Personen aufgeführt.

## Verschiedenes

Briefmarke zum Europäischen Denkmalschutzjahr im Briefmarken-Jahrgang 1975 der Deutschen Bundespost

- Das Rathaus der Stadt Alsfeld wurde zwei Mal auf Briefmarken abgebildet.
- Sowohl das Rathaus als auch weitere Fachwerkhäuser der Stadt sind als Bausätze für Modelleisenbahnen verschiedener Maßstäbe und Hersteller erhältlich.
- Ist schon der Vogelsberg die geografische Mitte Hessens, so liegt Alsfeld auf halber Strecke zwischen Kassel und Frankfurt.
- Das Patrouillenboot Alsfeld BG 16 der Neustadt-Klasse des Bundesgrenzschutzes wurde nach der Stadt benannt.

### Alsfeld als Filmkulisse
Die Altstadt von Alsfeld diente als Drehort von Filmen, darunter:
- 1962: Der Vogelhändler (mit Cornelia Froboess, Peter Weck, Maria Sebaldt, Rudolf Platte)
- 1963–64: Emil und die Detektive (von Peter Tewksbury), USA
- 2003: Der Auftrag – Mordfall in der Heimat
- 2012: Kurzfilm Lilith
- 2018: Die Wolf-Gäng

### Lexika
- Informationen zur Gemeinde Alsfeld, in: Hessisches Gemeindelexikon
- Alsfeld, Vogelsbergkreis. Historisches Ortslexikon für Hessen.  In: Landesgeschichtliches Informationssystem Hessen (LAGIS).

### Kunst und Kultur
- Dieter Großmann: Alsfeld (Deutsche Lande – Deutsche Kunst). 2., veränderte Auflage. Deutscher Kunstverlag, München/Berlin 1976, ISBN 3-422-00104-2.
- Werner Meyer-Barkhausen: Alsfeld (= Alte Städte in Hessen. Band 1). Marburg 1927.
- Sonderheft Alsfeld. (= Sonderheft Hessische Heimat. Zeitschrift für Kunst, Kultur und Denkmalpflege). 35. Jahrgang, Heft 2. Marburg 1985, ISSN 0178-3173.
- Peer Zietz: Stadt Alsfeld. (= Kulturdenkmäler in Hessen. Teil: Stadt Alsfeld). Henrich Editionen, Frankfurt am Main 2002, ISBN 3-8062-1724-6.

### Geschichte
- Hans Heuser: Gerichtsverfassung und Verfahrensrecht an Stadtgericht und Landgericht Alsfeld im 16. Jahrhundert. Schmitz, Gießen 1989, ISBN 3-922272-45-2.
- Herbert Jäkel: Alsfeld. 2. Auflage. Langewiesche, Königstein im Taunus 1992, ISBN 3-7845-0136-2.
- Herbert Jäkel: Kleine illustrierte Geschichte der Stadt Alsfeld. (= Festgabe des Geschichts- und Museumsvereins Alsfeld anlässlich seines 100-jährigen Bestehens 1897–1997). Geschichts- und Museumsverein Alsfeld, Alsfeld 1997, ISBN 3-927284-14-9.